# Lángszóró

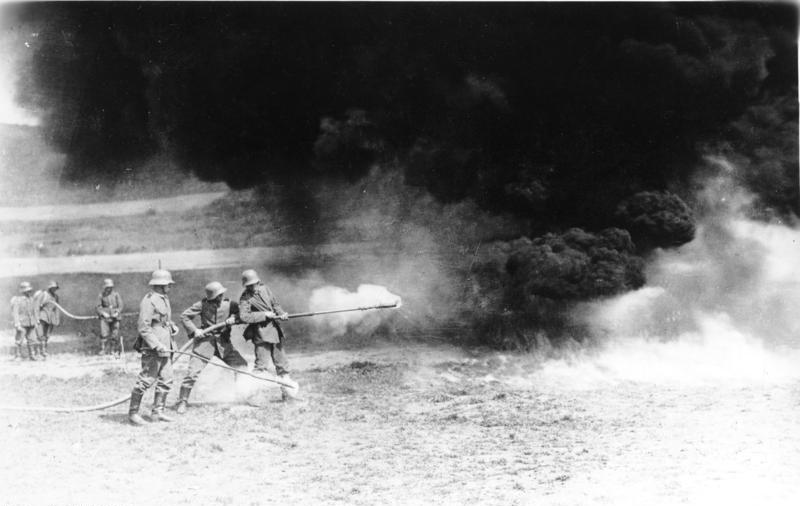
Német lángszórósok az első világháborúban a nyugati fronton, 1917-ben

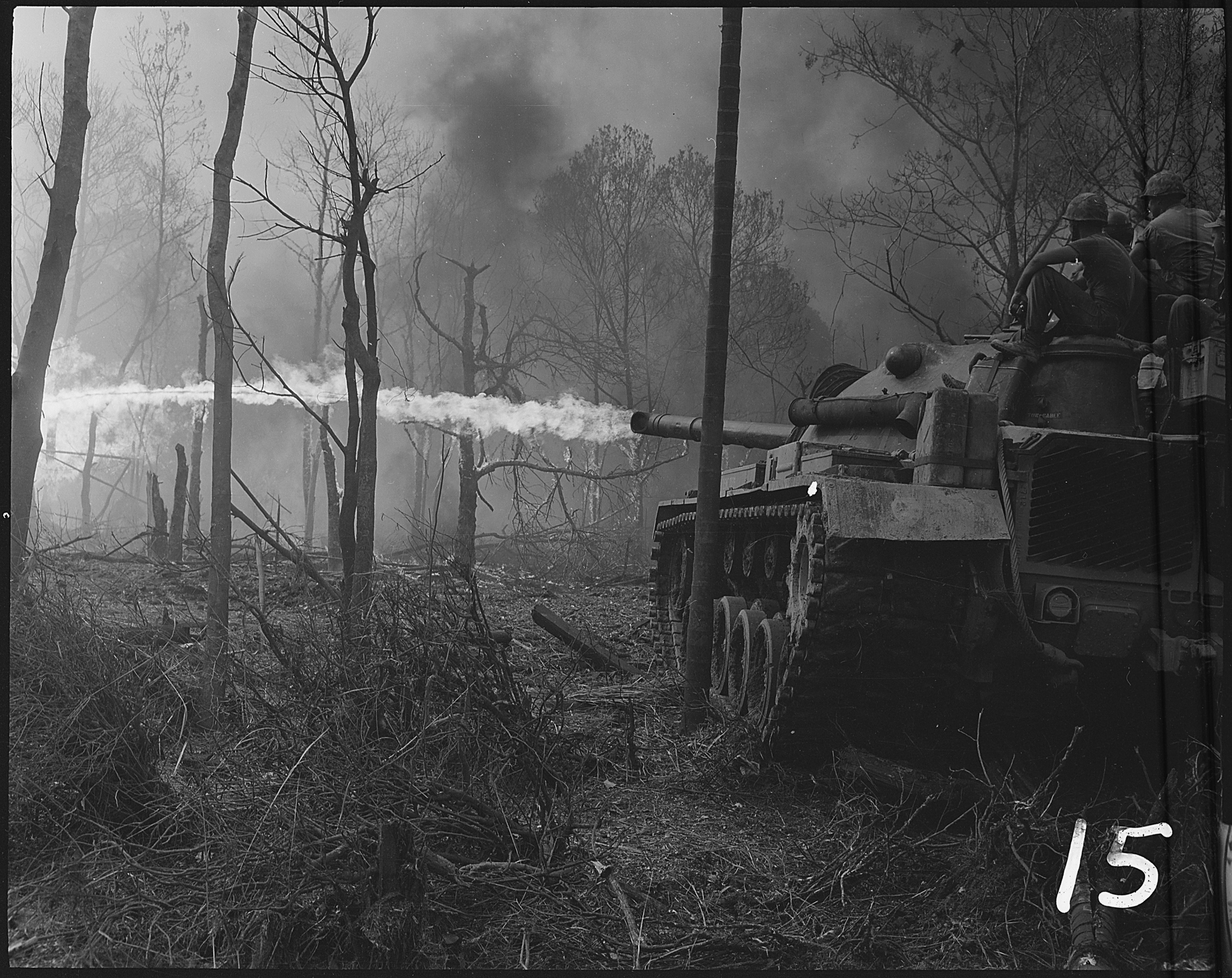
Amerikai lángszórós tank egy vietnámi falu elpusztítása közben (1967)

A lángszóró begyújtott folyadék vagy gáz kontrollált, sugárban való kilövésére alkalmas eszköz. Főként katonai alkalmazása ismert.
Elsőként a bizánciak alkalmazták a 7. században (görögtűz), míg a modern időkben az első, majd jóval nagyobb mértékben és a második világháború során került ismét alkalmazásra taktikai fegyverként főként az erődítmények, bunkerek leküzdésére. A legtöbb katonai lángszóró folyékony üzemanyagot használ, főleg gázolajat (dízelolaj), míg a kereskedelmi lángszórók többnyire gázzal, például propánnal töltött készülékek, mivel a gázok használata biztonságosabb az alacsonyabb tömegáramuk és a gyorsabban alábbhagyó lángjuk miatt könnyebben elolthatók szükség esetén.
A lángszórók katonai használatát az ENSZ rendelkezései korlátozzák (Protocol on Incendiary Weapons).
A katonai mellett van polgári alkalmazása is ott, ahol kontrollált tűzgyújtásra van szükség, mint például a nádcukor aratásakor és egyéb földi munkák esetén. A lángszóróknak van hordozható (háton rögzített) változata, illetve vannak, amelyeket járművekre szerelnek fel.

## Katonai használata

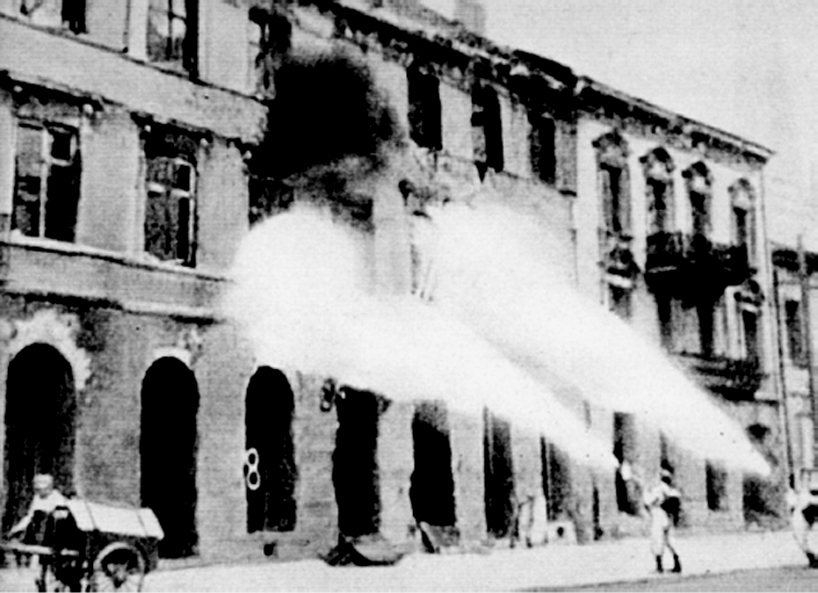
Egy német Brandkommando munka közben Varsó tervezett elpusztításakor 1945-ben

A modern lángszórókat először az első világháború lövészárokharcai során alkalmazták, majd a használatuk a második világháború során jelentősen elterjedtebb lett. Ezeket vagy gyalogosok kezelték, vagy járművekre voltak szerelve.
A gyalogosok kezelte lángszórók két fő elemből álltak – a hátra erősített részből és a csőből. A hátra erősített rész rendszerint két vagy három hengeralakú tartályból áll. A kéttartályos rendszernél az egyik tartály sűrített, a meghajtást szolgáló közömbös gázt (általában nitrogént), a másik tartály gyúlékony folyadékot, jellemzően egy petrolkémiai anyagot tartalmaz. A háromtartályos rendszerben a két külső tartalmazza a gyúlékony folyadékot, míg a középső a meghajtógázt, így a szerkezet súlyeloszlása kiegyensúlyozottabb az azt cipelő katona számára. A hajtógáz egy flexibilis cső segítségével kihajtja a folyadékot a tartályából, bele a csőbe. A cső tartalmaz egy kisméretű tárolót, egy rúgóval működő szelepet és egy gyújtószerkezetet. Egy ravasz meghúzásával megnyílik a szelep, ami lehetővé teszi az éghető folyadéknak a gyújtószerkezet (gyújtógyertya) feletti áthaladást és a csőből való kiáramlást. A gyújtószerkezet többféle rendszerű lehet: Az egyik egyszerű típus egy elektromos melegítésű dróttekercset használ, egy másik megoldás egy őrlángot, amit a rendszer sűrített gázt tartalmazó tartályából táplálnak.
A lángszórókat legfőképpen erődítések, bunkerek és más kiépített állások ellen használták. A lángszóró gyúlékony folyadékot lövell ki sugárban, nem pedig magát a lángot. A lángrakapó folyadék az épületek falára vagy tetejére kerülve, onnan aláfolyva bejuthat kívülről nem látható helyekre is, így a bunkerek vagy gépfegyverállások belsejébe. A lángszórók rendszerint kis hatótávolságú és csak pár méter hatótávolságú eszközökként láthatók a filmekben, mivel a színészek biztonsága érdekében ezek a lángszórók propángázzal töltöttek. A korabeli lángszórók a célpontot 50-100 m távolságból voltak képesek lángra gyújtani. A gyúlékony folyadékot a kilövellése után is lángra lehet lobbantani egy gyújtóeszköz segítségével, vagy begyulladhatott az a bunker belsejében lévő tűz hatására is.

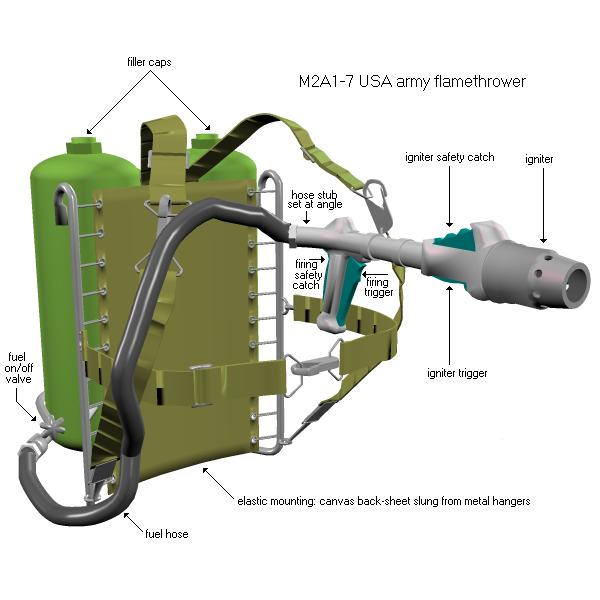
Egy amerikai M2A1-7 típusjelzésű lángszóró alkatrészeinek megjelöléseivel

A lángszórók kezelői számos veszélynek ki vannak téve. Az első hátrány a fegyver súlyából és méretéből adódott, ami korlátozta a kezelőjének mozgékonyságát. A fegyver csak pár másodpercig volt használható, mivel nagyon hamar elfogyasztotta az üzemanyagát. Ezért a kezelőjének pontosan kellett vele célra tartania. Az érintőakna-stílusú robbanó kivetőtöltettel szerelt rendszerek (fougasse-style explosive propellant system) lövésszáma is korlátolt. A fegyver könnyen felismerhető volt a harctereken, így a kezelőit hamar azonosíthatták és kiemelt célpontnak számítottak, főleg a mesterlövészek számára. A lángszórók kezelőit ritkán ejtették hadifogságba, főleg ha a célpontja túlélte a lángszórótámadást. Több esetben a kezelőket rögtönítélő bíróság döntése alapján kivégezték. A lángszórók hatásos lőtávolsága más hasonló méretű fegyveréhez képest rövid. A hatásosság érdekében a kezelőnek a célpont közelébe kellett kerülnie, amivel megkockáztatta, hogy magára vonja az ellenség tüzét. A járművekre szerelt lángszórók esetében is fennállt ez a probléma. A lőtávolságuk bár jóval nagyobb volt, mint a gyalogos katonák lángszóróié, de még mindig jóval rövidebb, mint a gyalogsági fegyvereké általában.
A filmekben felnagyítják a tartályokat ért ellenséges találatok okozta robbanás kockázatát.  Egyes esetekben a hajtógáz tartályát ért lövedék- vagy repesztalálat okozott robbanást, ami végzett a fegyver kezelőjével. A Vietnam in HD című dokumentumfilmben Charles Brown szakaszvezető beszámolt arról az esetről, mikor az egyik embere életét veszítette a lángszóróját ért gránátszilánk következtében a 875-ös dombért folytatott küzdelem során.
A nyomásfokozó tartály egy nem gyúlékony gázt tartalmaz magas nyomáson. Ha ez a tartály felszakad, az erőhatás miatt a kezelő előre bukhat. A tartályokban lévő üzemanyagkeverék nehezen gyullad be, ezért alkalmaznak náluk magnéziummal töltött gyújtószerkezeteket. Ha egy lövedék kilyukasztja a tartályt, a benne lévő dízelolaj vagy napalm egyszerűen kifolyik belőle, hacsak nem gyújtóhatású lövedék találta el.
A lángszórók hátrányainak a kiküszöbölésére a legjobb módszer az volt, ha páncélozott járművekre telepítették őket. A Brit Nemzetközösség és az Egyesült Államok használtak a leginkább a járműre szerelt lángszórókat. A britek és a kanadaiak Wasp névvel rendszeresítettek lángszóróval szerelt Universal Carrier lánctalpas járműveket gyalogsági zászlóalj szinten 1944 közepétől kezdődően. A kezdeti harckocsikra szerelt lángszórók közé tartozott a Badger (a Ram tankokból kialakítva) és az Oke, melyeket első ízben a dieppe-i rajtaütéskor vetettek be.

## Harci bevetései
A propángázzal működtetett lángszórónál a gáz a saját nyomása eredményeképpen kerül a tartályból a csőbe és annak végénél egy piezo gyújtó lobbantja lángra.
A folyékony anyaggal működő lángszóróknak a gyúlékony folyadék kijuttatásához való sűrített gáztartálya kisebb méretű. A hajtógázas tartályhoz két cső csatlakozik. Az első a folyadéktartályokba nyílik és elegendő nyomást fejt ki ahhoz, hogy a folyadékot kiszorítsa onnan. A másik csővezeték egy gyújtókamrába vezet, mely a fegyver csőrészének vége előtt foglal helyet és ahol elkeveredik levegővel és piezo gyújtóval gyújtják be. Ez az előgyújtás a forrása annak a lángnak, amit a filmeken és dokumentumfilmeken a fegyver csöve előtt lehet látni. Ahogy a folyadék átáramlik a lángon, begyullad és a célpont irányába vetődik ki.

## Története

### Görög és bizánci lángszórók
A tűz hajításának fegyverként való alkalmazása az ősidők óta létező koncepció volt. Thuküdidész leírása szerint a peloponnészoszi háború során a boiótiaiak használtak egyfajta lángszórót a délioni csatában az athéniak erődfalainak lerombolásához. Később a bizánci korban a hadihajókon alkalmaztak kézi erővel működtetett szivattyúval szerelt lángszórókat. A Bizánci Birodalom széleskörben alkalmazta a görögtüzet, amit állítólag a héliopoliszi Kallinikosz fejlesztett ki 673 körül. A bizánci szövegek említést tesznek olyan szárazföldi egységekről, melyek görögtüzet lövelltek ki és kheiroszifóna (χειροσίφωνα) volt a megnevezésük, ami kézben tartott szifont jelentett (egyes számban: χειροσίφωνο). A modern lángszóró elődje egy kézben tartott szivattyúból, egy szifonos vezetékből és egy szelepből álló szerkezet volt, melynek kivezetésénél egy a modern eszközökhöz hasonlóan egy kis láng gyújtotta be a kilövellt folyadékot. A bizánci Hérón Poliorcetica című művében található egy mozgatható lángszóróval felszerelt katonát szemléltető ábra. A görögtüzet elsősorban a tengeren vetették be és jelentős előnyt biztosított a bizánci flottának az ellenséges hajóhadakkal szemben, mint például az arabokéval szemben, akik később átvették tőlük a görögtüzet. Egy 11. századi illusztráció maradt fent róla Ióannész Szkülitzész kéziratában.
Abū ʿAbdallāh al-Khwārazmī a Mafātīḥ al-ʿUlūm (“Kulcsok a tudományokhoz”) című művében 976 körül megemlíti a bāb al-midfát és a bāb al-mustaqot, amik állítása szerint naftaszórók részei és kivetők (al-naffātāt wa al-zarāqāt) voltak. Ibn al-Razzaz al-Jazari 1206-ból való „Elmés mechanikus eszközök könyve” (Kitāb fī ma 'rifat al-ḥiyal al-handasiyya) említést tesz egy naftakilövellőről (zarāqāt al-naft).:582

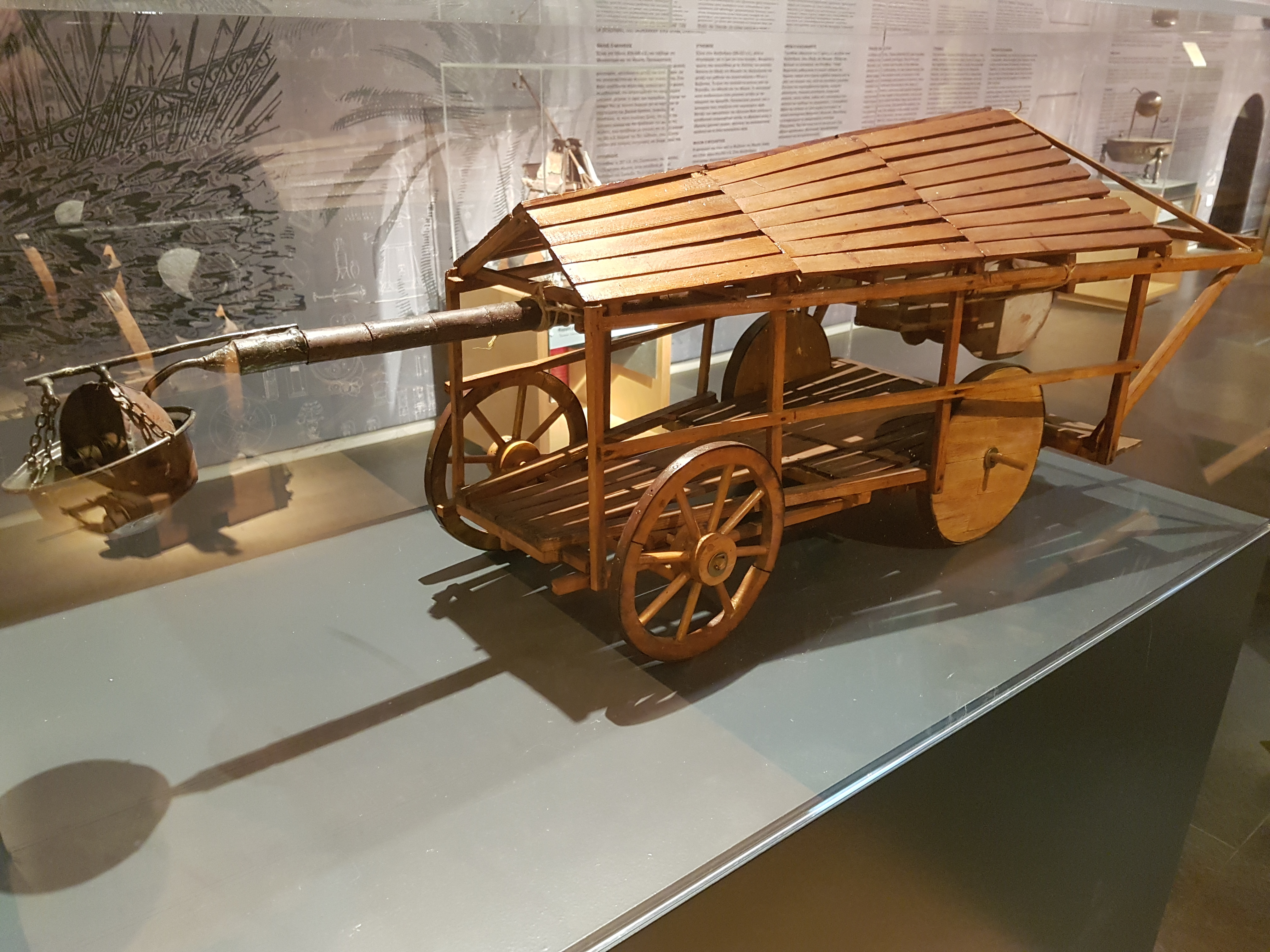
Egy boiótiai lángszóró modellje a Thesszaloniki Tudományos Központ és Technológiai Múzeumban
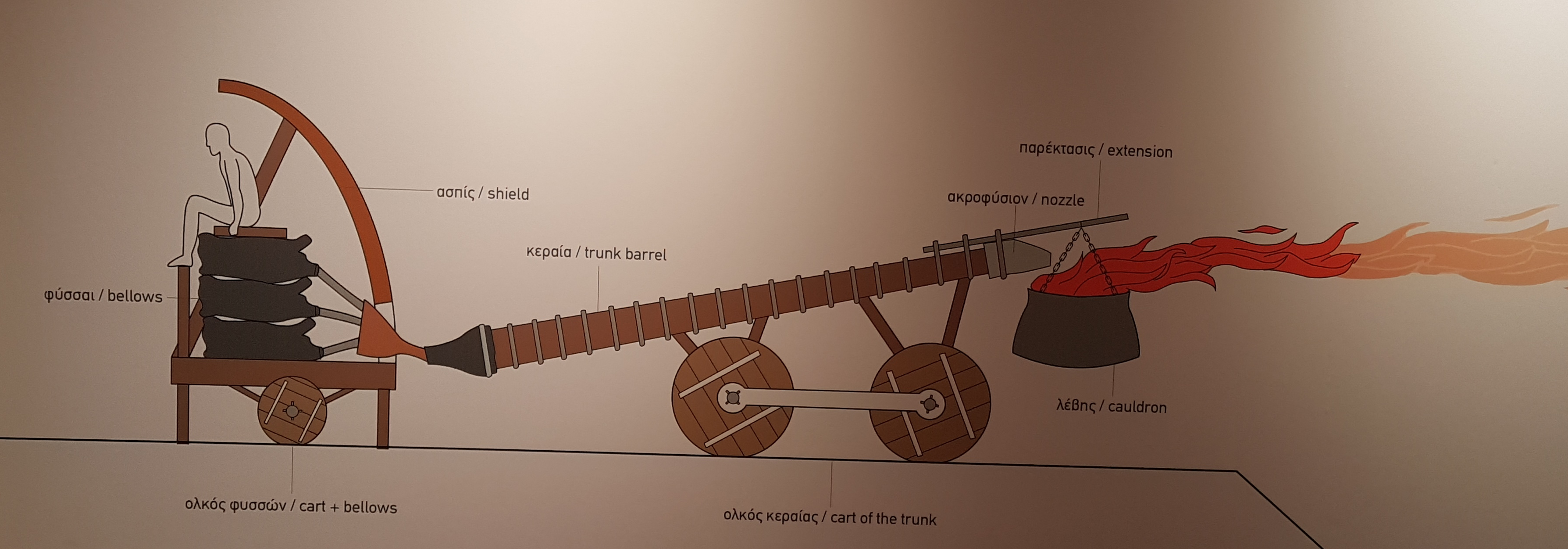
A boiótiai lángszóró működését szemléltető ábra
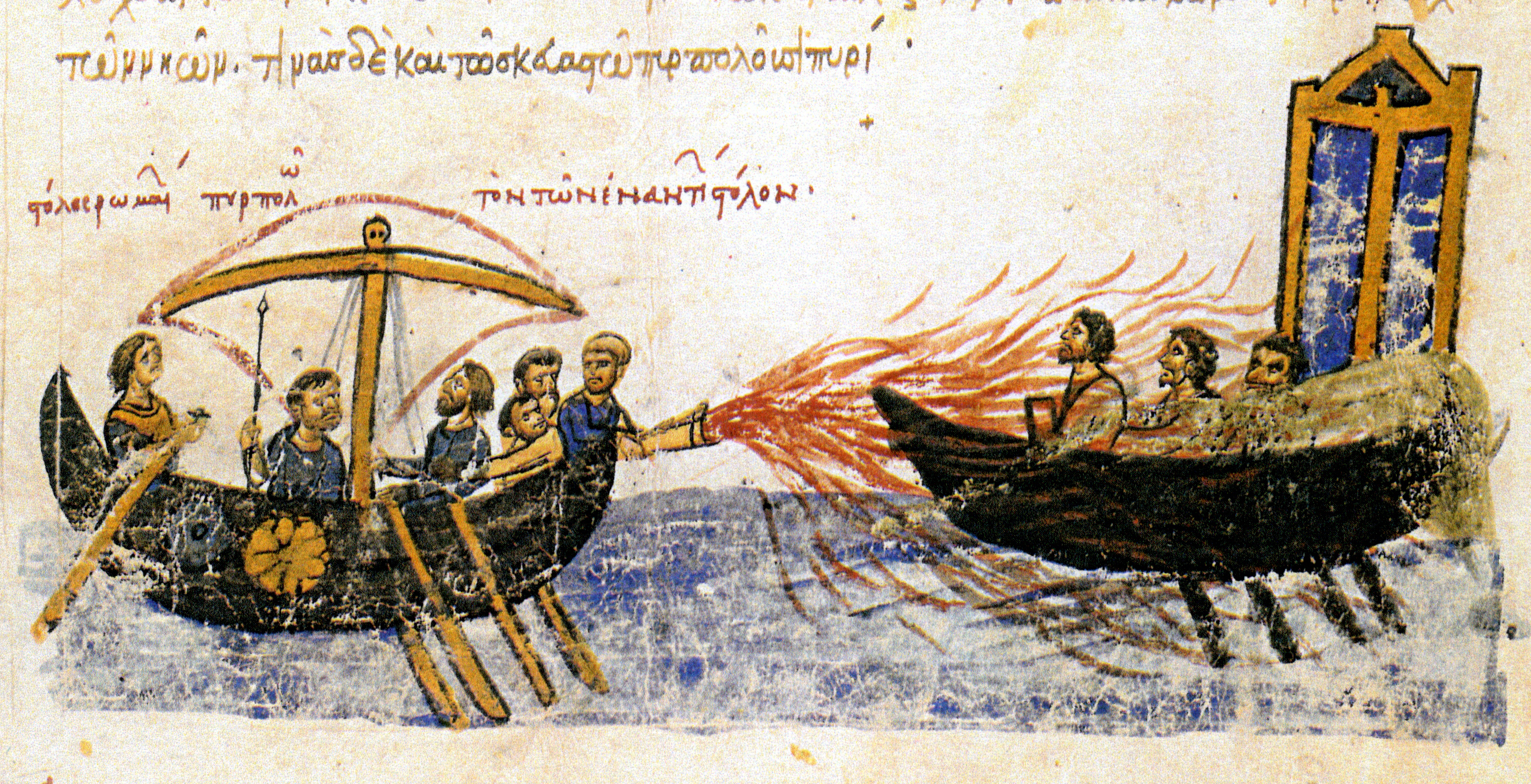
A bizánci-arab háborúk tengeri harcaiban első ízben bevetett görögtűz ábrázolása Szkülitzész kódexében
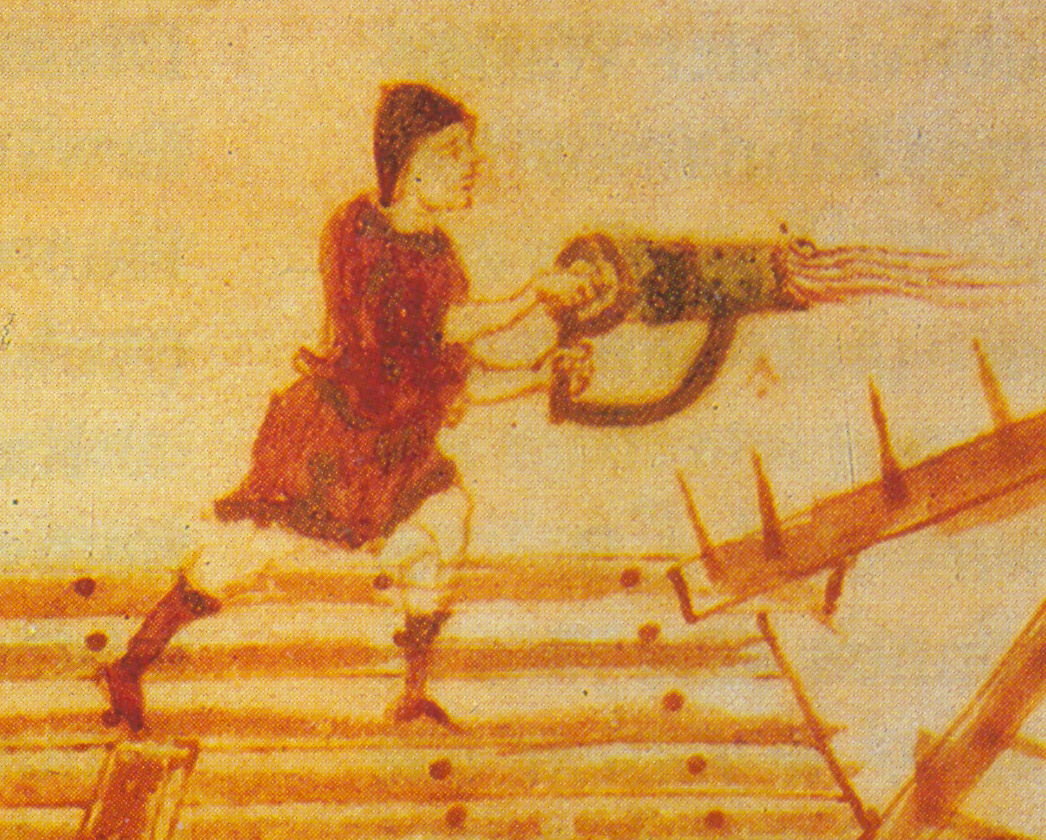
Görögtüzet kilövő bizánci „kézi szifon” egy 1605-ös vatikáni kódexben

### Kínai lángszórók

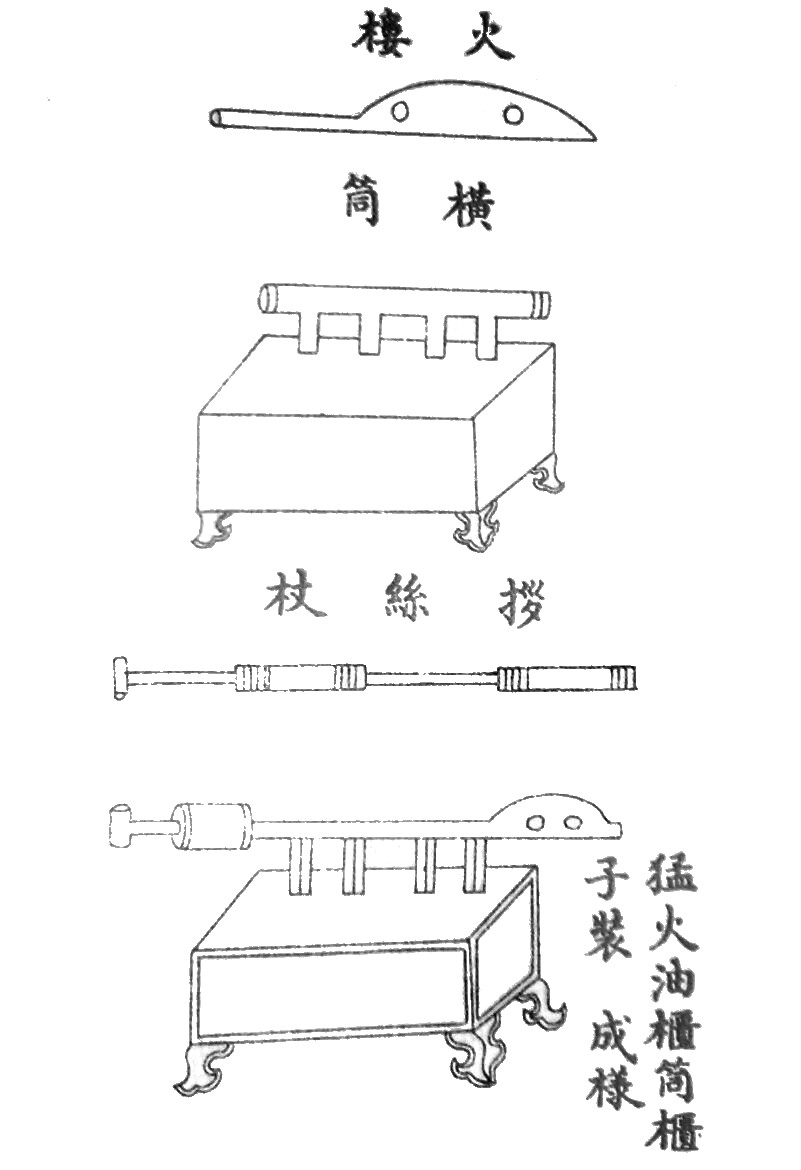
Egy kínai lángszóró a Wujing Zongyao kéziratból 1044-ből, a Szong-dinasztia idejéből

A Pen Huo Qi (kb.: tűzpermetező szerkezet) egy kínai szelepes lángszóró volt, ami egy benzinhez vagy naftához hasonló anyagot használt. Az eszközt 919 körül fejlesztették ki az „öt dinasztia és a tíz királyság” korában. A görögtüzet 917-ben említi Kínában elsőként a Vu Renchen által írt „A tíz királyság tavaszi és őszi évkönyvei.” 919-ben szifonos kilövő-szivattyút (siphon projector-pump) használtak a „félelmetes lángoló olaj” (Meng Huo Yuo) célba juttatására, amit nem lehetett vízzel eloltani Lin Yu (林禹) Wu-Yue Beishi (吳越備史) című művében tett megállapítása szerint. Ez az első hiteles kínai feljegyzés a görögtűz lángszóróval való alkalmazását illetően. Lin Yu azt is megjegyezte, hogy a „félelmetes lángoló olajra” Kína végső soron a „déli tengerekkel” (azaz Arábiával; 大食國 Dashiguo) való kapcsolata során tett szert. A Langshan Jiang-i csata (a farkashegyi folyónál vívott csata) során 919-ben Venmu király hadiflottája vereséget mért a Vu királyság flottájára, mivel a „tűzolaj” segítségével fel tudta gyújtani annak hajóit. Ekkor használták első ízben a kínai hadviselésben a lőport is, mivel a lángra lobbantáshoz egy lassú égésű kénezett gyutacsra volt szükség. A kínaiak egy kétszelepes fújtatót használtak az egyetlen hengeralakú tartályban tárolt kőolajszármazék kiszivattyúzására, végül egy lassan égő lőpor gyújtotta be az olajat az 1044-ben keletkezett Vujing Zongjao kézirat szerint. A Déli Tang állam és a Szong dinasztia flottái között összecsapásra került sor a Jangce folyón 975-ben. A Déli Tang állam flottája megpróbált lángszórókat bevetni a harcban, de a hirtelen feltámadó erős szél a tüzet az ő irányukba fújta és a lángok az ő hajóikat emésztették el. Négy kerekű mozgatható kocsikra szerelt lángszórók a későbbi kínai feljegyzések, illusztrációk és leírások alapján már az 1044-es Vujing Zongjao lapjain is felbukkantak. Az illusztrációit 1601-ben is újrarajzolták. A haditechnikai fejlődés a Szong-dinasztiát is segítette az északi szomszédaival, főként a mongolokkal szemben.

### Lángszórók a 20. század elején

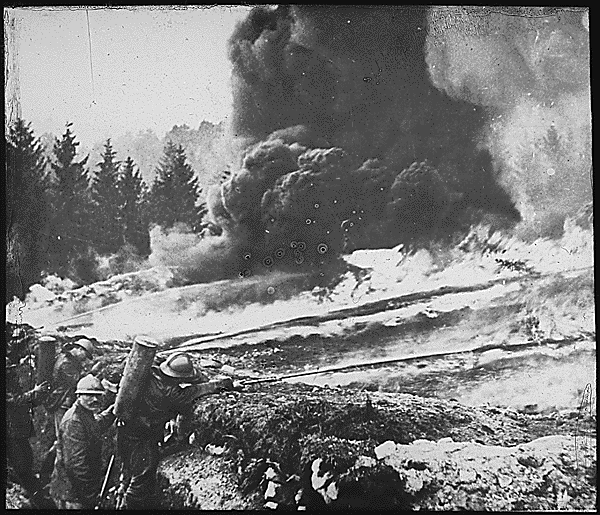
Francia lángszórósok a lövészárok védelméből tüzelnek

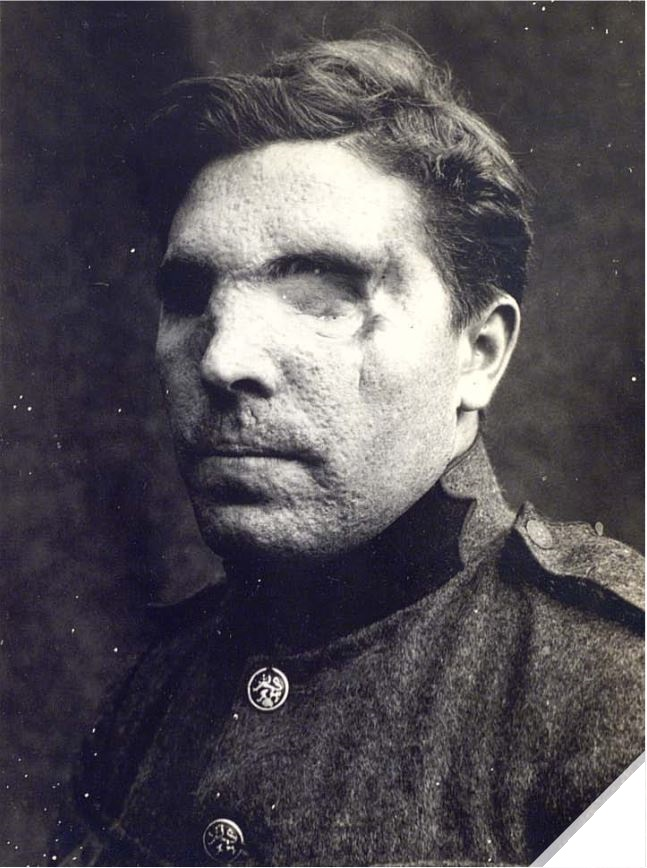
Egy belga katona lángszóró okozta sérülései

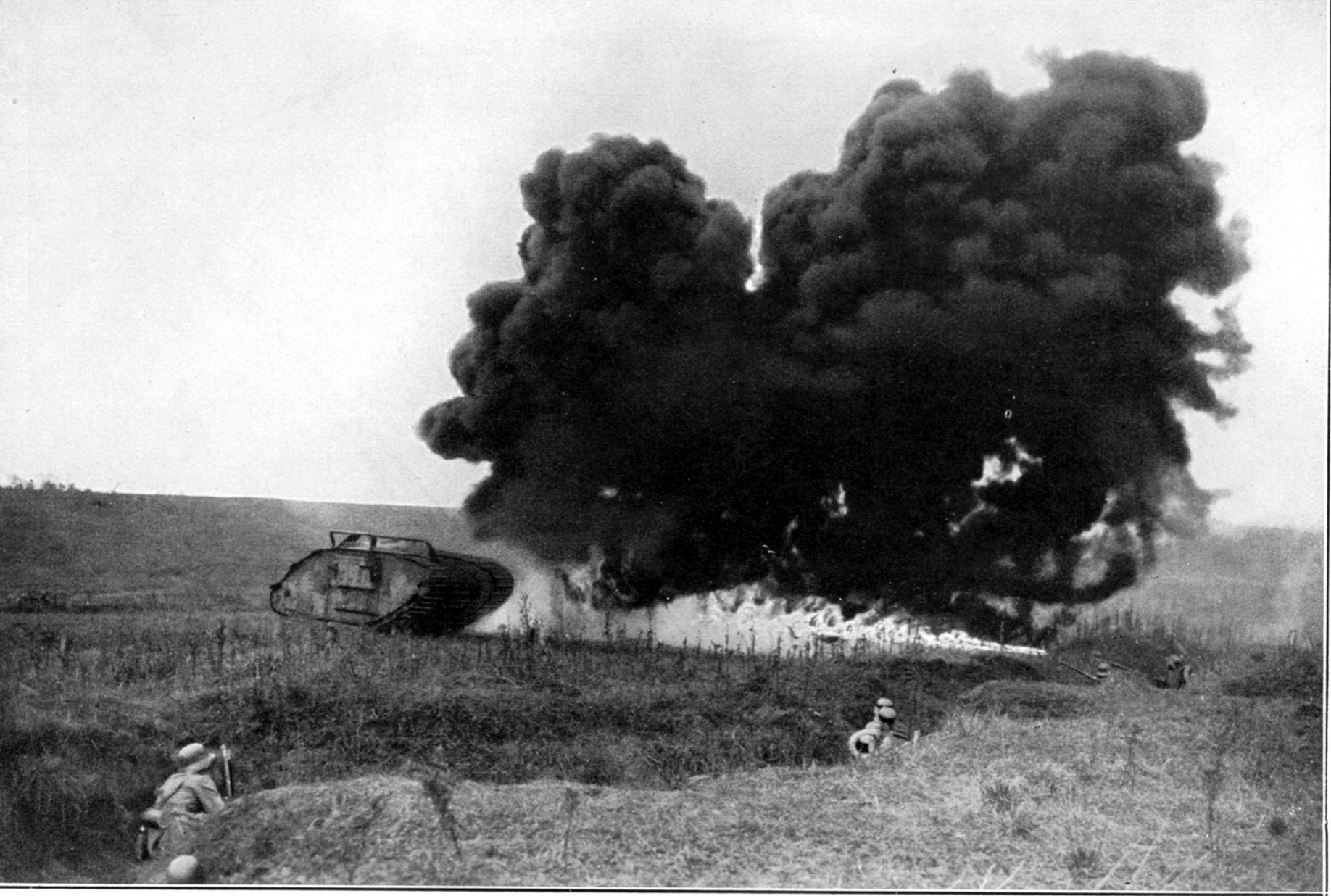
A lángszórónak nagy hasznát vehették a harckocsik elleni harcban is

A modern lángszórót Németországban találták fel és az itt használt szót (Flammenwerfer) vette át több más nyelv is tükörfordításban, pl. a magyar és az angol (flamethrower). Az első modern értelemben vett lángszóró kifejlesztését Richard Fiedlernek tulajdonítják. Ő a Flammenwerferének több modelljét is a német hadseregnek adta át kiértékelésre 1901-ben. Ezek közül a legjelentősebb egy hordozható eszköz volt, mely egy vertikálisan elhelyezett, 1,2 m magas hengerből állt, amit horizontálisan két részre osztottak és az alsó részében magas nyomású gázt, a felső részében gyúlékony olajat tartalmazott. Egy fogantyú lenyomásával a hajtógáz a gyúlékony olajat belenyomta egy gumicsőbe, melynek végén egy acél fúvóka volt és itt az olaj egy egyszerű gyújtókanóc lángja felett elhaladva lángra lobbant. A fegyver lángot lövellt ki 18 m távolságra hatalmas füstképződés mellett. A fegyvert egyszer lehetett elsütni. Ismételt használathoz a gyújtórészt ki kellett cserélni.
A magyar Szakáts Gábor fejlesztette ki azt a lángszórót, amit a német hadsereg az első világháború alatt használt. Szakáts lett az egyetlen olyan magyar állampolgár, akit Franciaország a háború után feltett az általa háborús bűnösnek vélt személyek listájára. Még szülővárosa, Budapest is megtagadta Szakáts eltemetését a találmánya miatt. A német hadsereg csak 1911-ben vette át az első lángszóróját. Egy külön speciális ezredet állítottak fel 12 lángszóróval felszerelt századdal. Ennek ellenére a tűz első világháborús használata megelőzte a lángszóróét, mikor az Argonnok-Maas szektorban 1914 októberében egy gyújtóbombával gyújtottak be egy benzines permetet.
A lángszóró első (jelentősebb?) bevetésére az első világháborúban 1915. február 26-án került sor Verdun mellett a franciák ellen az 5. (csöves) rohamzászlóalj részéről. 1915. július 29-30-ika éjszakáján alkalmazták első ízben összehangolt akcióban a brit lövészárkok ellen a belgiumi Hooge-nál Ypern közelében, ahol az ellenséges vonalak mindössze 4,5 méterre voltak egymástól. Mindössze hat lángszóró bevetésével sikerült két brit zászlóaljat megfutamítani, viszont még ekkor is az áldozatok többsége azok közül a katonák közül került ki, akik a lövészárkot elhagyva kaptak lőtt sebeket, nem pedig a lángszórók tüzétől. A két napi küzdelem után a britek vesztesége 31 tiszt és 751 más rangú katona volt. A Hooge melletti harcok német szempontból a meglepetés ellenére is kudarccal végződtek, mivel nem álltak a rendelkezésükre tartalékok az elfoglalt területek biztosítására, így hamarosan visszaállt csaknem a támadás előtti frontvonal.
A támadás sikere a német hadsereget arra késztette, hogy a fegyvert minden fronton alkalmazza és a támadó alakulatok alapfegyverzetévé tegye. A lángszórókat hatos rajokban vetették be a csaták során és feladatuk az volt, hogy a támadás elején mérjenek pusztító csapást az ellenségre és segítsék a gyalogság előretörését. A lángszóró rövid távolságra volt használható de voltak más korlátjai is: nehézkes és nehezen kezelhető fegyver volt, biztonságosan csak egy lövészárokból lehetett használni abban az esetben, ha az ellenséges lövészárok nem volt messzebb, mint a lángszóró hatótávolsága, ami mindössze 18 méter volt. Ez pedig nem volt egy gyakori eset. Az olaj is mindössze két percig tartott ki. A lángszóróknak nem volt önszabályozó szelepe, ami a nyomást állandó szinten tartotta volna, így a tartályok szelepeit folyamatosan után kellett állítani, így maga a lángszóró üzemeltetéséhez három ember szükségeltetett és mivel ők eközben más fegyvert nem használhattak, a védelmükre két gyalogos katonát rendeltek melléjük. Egy lángszórós csapat így öt főből állt. A lángszóró nagyon érzékeny volt a közvetlen találatokra és a repeszekre. Esetenként előfordult, hogy a fegyver elsütésekor bármi külső hatás nélkül felrobbant.
A németek a háború során több mint 650 támadó hadműveletük során vetették be a lángszóróikat.
A britek a somme-i csatában alkalmaztak első alkalommal lángszórókat. Az első kísérleti szerkezeteknek a "Livens Large Gallery Flame Projector" nevet adták a kifejlesztőjük, William Howard Livens után. Ez a fegyver hatalmas méretű volt és egyáltalán nem lehetett hordozni. A hatásos lőtávolsága 90 yard volt (81 m), amivel alkalmasnak bizonyult a lövészárkok megtisztítására, de mivel más előny nem volt, a projektet elejtették.
Az 1918. április 23-ai Zeebrügge elleni rajtaütés alkalmával két Moriss-típusú lángszórót rögzítettek a Vindictive könnyűcirkálóra és az akció alkalmával a brit haditengerészet több Hay-típusú hordozható lángszórót is alkalmazott még. Egy a hadműveletről tudósító brit újság ekkor még flammenwerfer néven említette a lángszórót, annak német nevét átvéve.
A francia hadsereg lángszóróit a Schilt-család képezte, melynek példányait az olasz hadsereg is alkalmazta. Az orosz hadsereg 11446 saját gyártású lángszóróval rendelkezett, melyek közül több mint 10000 volt a hordozható Tovarnicki-típusú.
Az első világháborúban a lángszórókkal eltalált, lángokban álló katonákat gyakran lelőtték a – saját vagy ellenséges – bajtársak, hogy a tűzhalál borzalmaitól legalább részben megszabadítsák őket. A második világháborúban ettől rendre eltekintettek, hacsak a lángokban álló ellenséges katona veszélyt nem jelentett a saját katonákra, avagy ha a saját bajtársak szenvedéseit rövidítették meg vele.

### A két világháború között
1918 és 1939 között a lángszórók ritkán kerültek bevetésre. Alkalmazták őket a háború utáni zavargások során Németországban és a Monarchia utódállamaiban, valamint a spanyol polgárháború során, ezen kívül már gyakrabban a Japán és Kína közötti konfliktus során. A technológiai fejlődés gyorsabb mozgóháborút tett lehetővé és a lángszórókat bevetették az utcai harcok során a házakba magát befészkelő ellenség ellen. A szobákba bejutó olaj gyorsan szétterülve pusztító hatást fejtett ki. A lángszórót sikerrel lehetett alkalmazni a harckocsikkal szemben is.
A két háború közötti időszakban legalább négy lángszórót használt a chaco háborúban a bolíviai hadsereg a paraguayi Nanawa erőd elleni sikertelen támadáskor 1933-ban.

### Második világháború
A lángszórót széles körben alkalmazták a második világháború során. 1939-ben a Wehrmacht első ízben a danzigi lengyel postahivatal ellen vetett be hordozható lángszórókat. Az USA 1942-ben állította szolgálatba a saját hordozható lángszóróit. A fegyvert a hátukon cipelő gyalogosok sebezhetősége és annak rövid hatótávolsága vezetett a harckocsira szerelt változattal való kísérletekhez (flame tank) és több ország is kifejlesztett ilyen harckocsikat.

#### Tengelyhatalmak

##### Németország
A németek a Flammenwerfer 35 típusú lángszórójukat intenzíven alkalmazták a nyugati hadjárat során az erődítmények ellen, majd ezt az átdolgozott Flammenwerfer 41 váltotta le, ami a háború végéig használatban maradt. A második világháborús német lángszórók általában egy nagy olajtartállyal rendelkeztek és a nagynyomású gáztartályt mögéje vagy az oldalához rögzítették. Egyes német lángszórók csak a viselőjük hátának alsó részén foglaltak helyet, így felette maradt szabad hely a hagyományos hátizsáknak.
A lángszórók használata hamarosan visszaszorult. A németek intenzíven használták őket még a városi harcok alkalmával Lengyelországban, mind az 1943-as varsói gettólázadás, mind az 1944-es varsói felkelés leveréséhez. A háború második felében a Harmadik Birodalom területveszteségei után egy kisebb, jóval kompaktabb lángszórót fejlesztettek ki, az Einstossflammenwerfer 46-ot.
Németország használt járművekre szerelt lángszórókat is, legtöbbjüket az Sd.Kfz. 251 féllánctalpasokra szerelve, valamint a Panzer II és Panzer III harckocsikra telepítve. Az ilyen harckocsikat Flammpanzernek (lángtank) nevezték.
A németek gyártottak egy lángszóróaknát is Abwehrfeuerwerfer 42 megjelöléssel a fegyver egy hasonló szovjet verzióját alapul véve. Ez egy egyszerhasználatos lángszóró volt, melyet a szokványos taposóaknák között helyeztek el a kulcsfontosságú védelmi pontokon és vagy egy botlódrót aktiválta vagy távirányítással hozták működésbe. 30 liter olajat tartalmazott ami 1-1,5 másodperc alatt belobbant és 14 méter sugarú körben végzett pusztítást. Egy Olaszországban fellelt ilyen védelmi rendszer hét lángszóróaknát tartalmazott, melyek gondosan álcázva voltak és egy központi irányító pontra voltak bekötve.

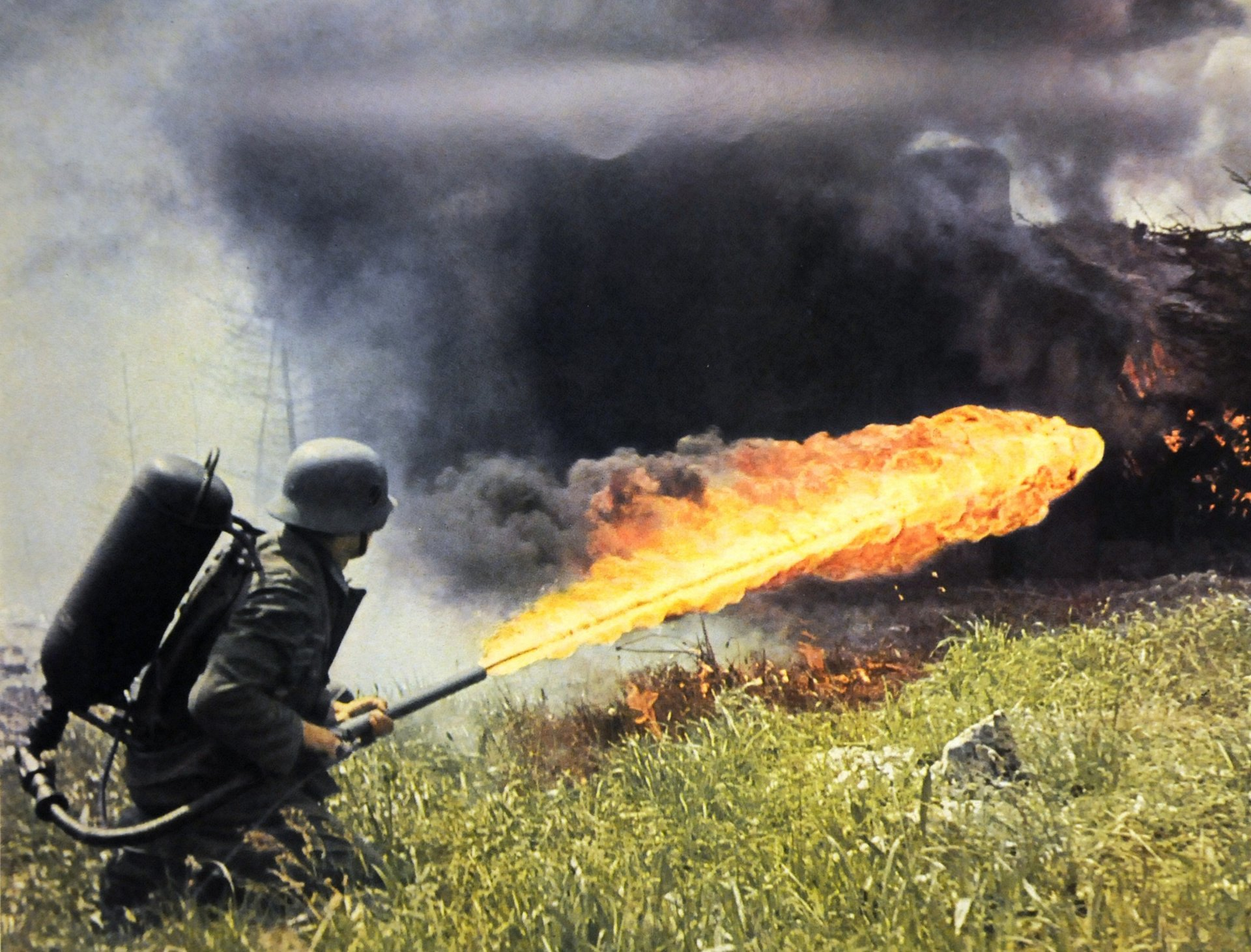
Flammenwerfer 35 a keleti fronton
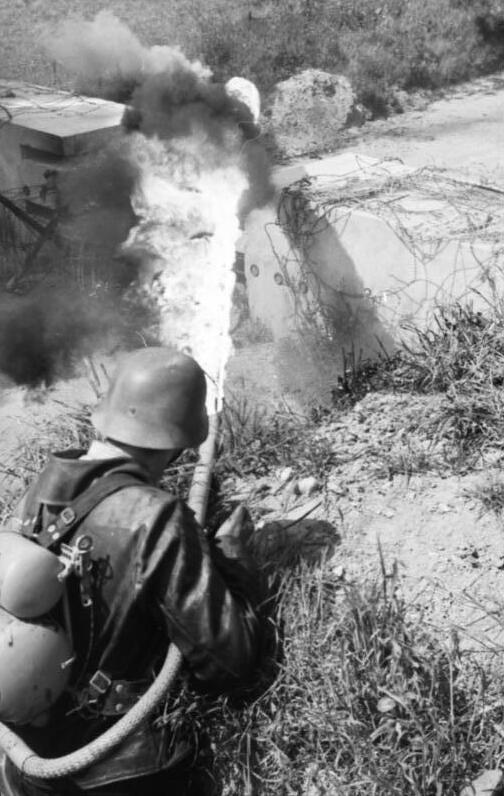
Egy német lángszórós 1944-ben
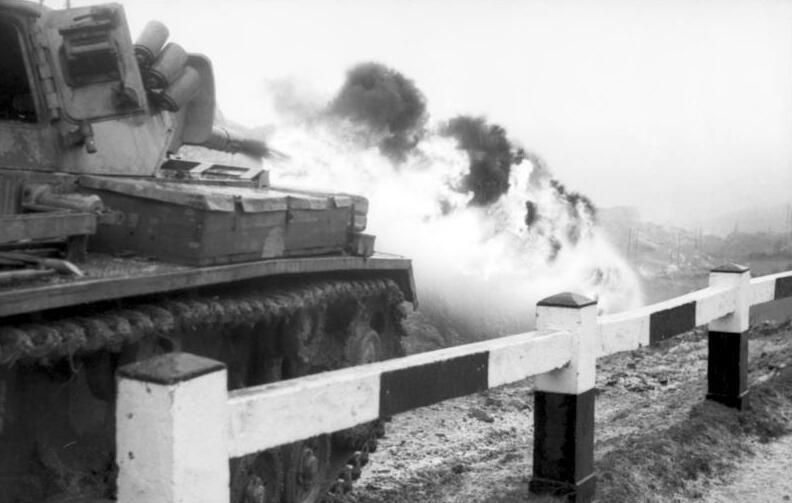
Egy Flammpanzer III Olaszországban 1943-ban
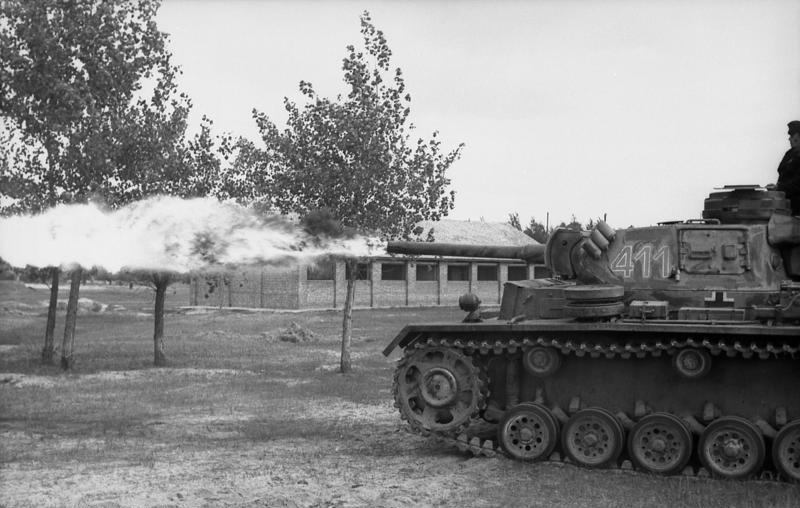
Flammpanzer III-as Oroszországban 1943-ban

##### Olaszország
Olaszország a második olasz–etióp háború, a spanyol polgárháború és a második világháború alatt használt hordozható és L3/35 harckocsikra telepített lángszórókat, mely járműveket ezután L3 Lf-ként jelöltek (itt az „Lf” feloldása: lanciafiamme). Az L3 Lf egy CV-33 vagy CV-35 kisharckocsi („tankett”) volt, mely a géppuskafészkének helyére egy lángszórót kapott. Az észak-afrikai hadszíntéren az L3 Lf-ek alig értek el sikereket. Az olaszok kifejlesztettek egy L6 jelzésű lángszórós harckocsit is az L6/40 könnyűharckocsira telepítve.

##### Japán

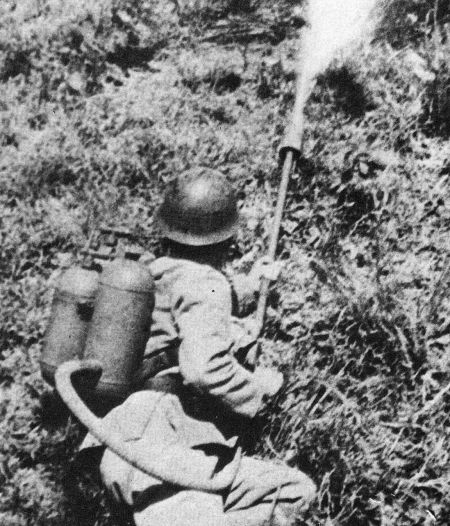
Egy japán katona egy 93-as típusú lángszóróval

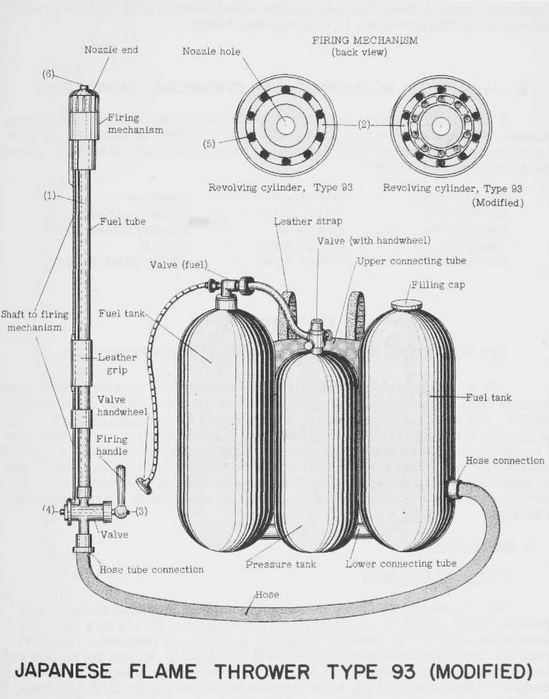
Japán 93-as típusjelzésű lángszórója a második világháború idejéről

Az ázsiai országok közül főként Japán használt lángszórókat, amik a vidéki Kína könnyűszerkezetű, főként fából épült házai elpusztításánál bizonyultak nagyon hatékonynak. A japánok a csendes-óceáni hadszíntéren hordozható kézi lángszórókat használtak a megerődített helyek megtisztítására a Wake-szigetért, a Corregidorért, a Tenaruért és a Guadalcanalért vívott harcokban valamint a Milne-öböli csata során.

##### Románia
Lángszórókat használt a román haderő is és tervezték ezek járműre szerelését. A Mareșal páncélvadásznak lett volna egy parancsnoki verziója is, mely géppuskákkal és egy lángszóróval lett volna felszerelve.

#### Szövetségesek

##### Nagy-Britannia és a Brit Nemzetközösség
A brit második világháborús lángszórók – melyeket Ack Packeknek neveztek – fánk alakú olajtartállyal rendelkeztek és melynek közepén volt a kisméretű gáztartály. A kinézete alapján számos alakulatnál mentőbójának (lifebuoy) nevezték őket. A hivatalos megnevezésük Flamethrower, Portable, No 2 volt (2-es számú hordozható lángszóró).
1940-1941-ben a Petroleum Warfare Department részletes terveket készített lángszóróaknák telepítésére egy német partraszálló hadművelet feltartóztatása érdekében, amihez 50000 hordóból alakítottak volna ki 7000 üteget Dél-Anglia szerte.
A britek ritkán használták a hordozható lángszóróikat, ehelyett inkább a Churchill Crocodile lángszórós tankokra támaszkodtak az európai hadszíntéren. Ezek a harckocsik nagyon hatékonynak bizonyultak a német védelmi állások ellen és a tengelyhatalmak hivatalosan is tiltakoztak a használatuk ellen.[forrás?] Ezen fegyverek hatótávolsága meghaladta a 140 métert. Vannak olyan német alakulatoktól származó dokumentumok, melyek brit lángszórós tankok fogságba ejtett személyzetének rövid úton való kivégzését írják le.
A csendes-óceáni hadszíntéren az ausztrál csapatok átalakított Matilda harckocsikat használtak lángszóróval és ezeknek a Frog (béka) nevet adták.

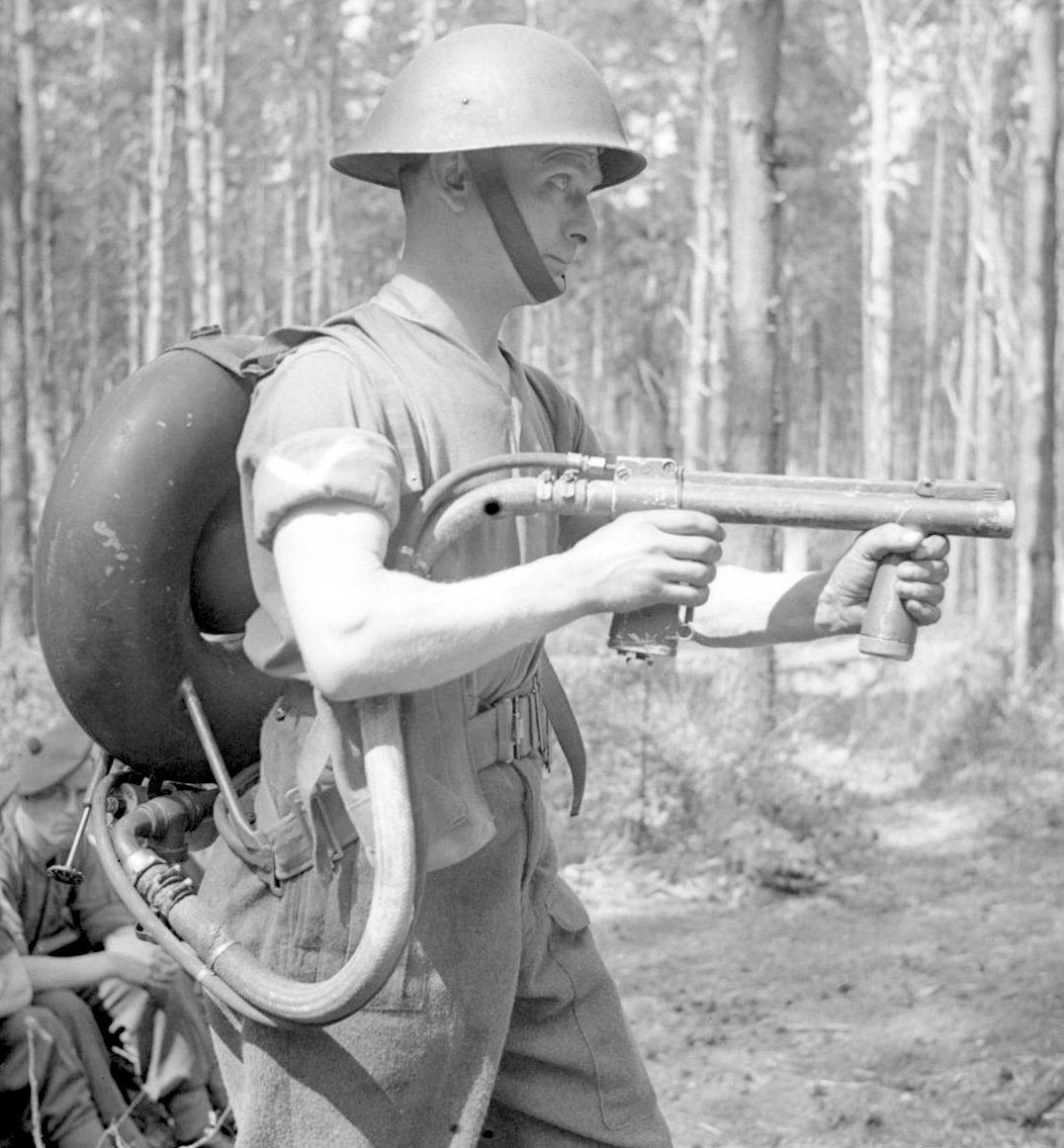
Egy brit "lifebuoy" lángszóró 1944-ben
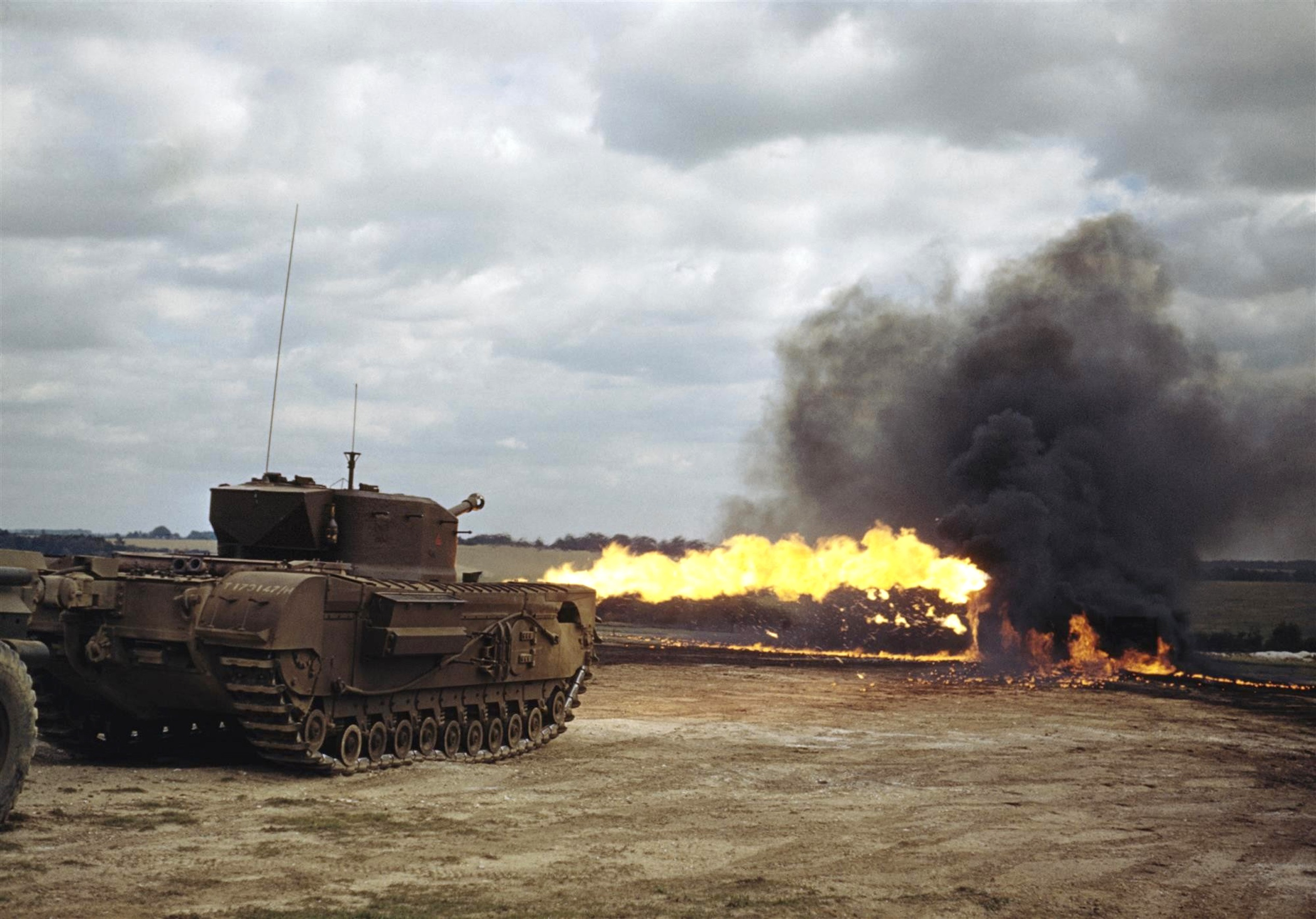
Egy Churchill tank Crocodile lángszóróval felszerelve
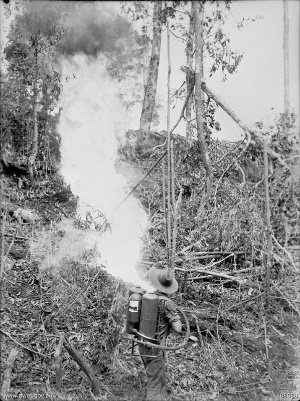
Egy ausztrál katona lángszóróval tüzel egy japán bunkerre

##### Egyesült Államok

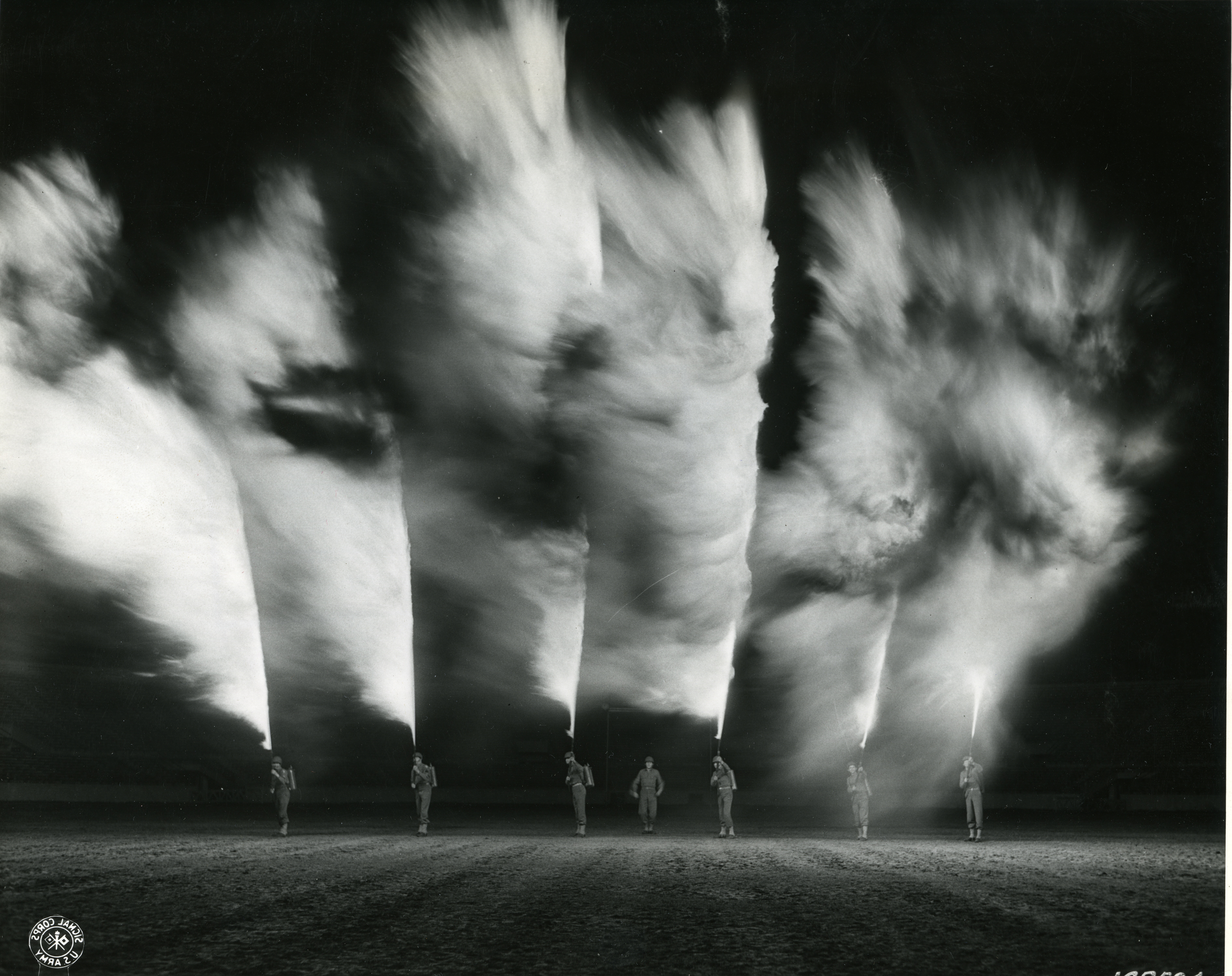
Amerikai katonai bemutató New Orleansban (1942. november 7.)

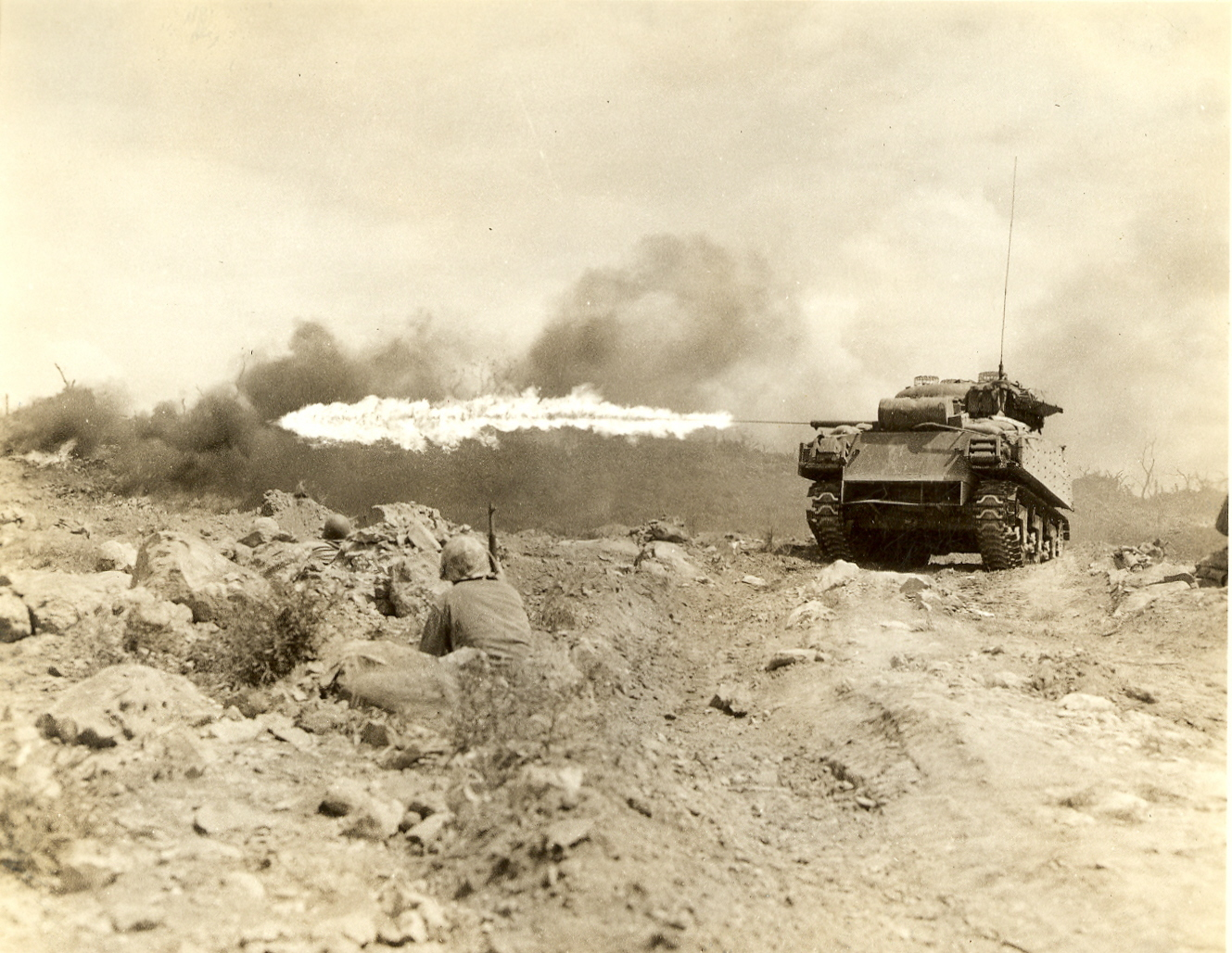
Egy lángszórós Sherman harckocsi japán állásokat támad

A csendes-óceáni hadszíntéren az amerikai hadsereg M-1 és M-2 típusjelzésű lángszórókat használt a kiépített védelmi állások, barlangok és lövészárkok ellen. Új-Guineától kezdve a Guadalcanalon vívott harcok végső fázisain és a Fülöp-szigetek visszafoglalásán át Okinaváig, az amerikaiak használtak hordozható lángszórókat.
Gyakran lángszórós csapatokat állítottak össze műszaki egységekből, később a vegyialakulatok egységeivel együtt. Az amerikai hadsereg több lángszórót alkalmazott, mint a tengerészgyalogság, és a hadsereg vegyi alakulatai kísérletezték ki az Sherman tankokra való telepítésüket is. Az Okinawán bevetett összes lángszórós harckocsi a 713. átmeneti harckocsi zászlóalj kötelékébe tartozott és feladatuk a gyalogság támogatása volt. A csendes-óceáni hadszíntér összes lángszórós egységét a haditengerészet építőcsapatai (a „Seabees”) szakemberei képezték ki Unmacht ezredes irányításával Hawaii-on.
Az amerikai hadsereg (U. S. Army) Európában jóval kisebb számban használt lángszórókat, habár rendelkezésre álltak speciális esetekre. Lángszórókat vetettek be a normandiai partraszálláskor az erődítmények leküzdésére és az Omaha partszakasz legtöbb partraszálló csónakjának volt egy két lángszóróssal rendelkező csapata. A Normandiában bevetett lángszórósokat a bunkerekben lévő német lövészek fő célpontjaivá váltak és csak nagyon ritkán tudtak emiatt egyáltalán lőtávolukba jutni.
A tengerészgyalogság az M2A1-7 és M2-2 jelzésű háton rögzíthető típusokat használták, és sikeresnek bizonyultak a japán lövészárkok és bunkerrendszerek megtisztításában. Első alkalommal Tarava szigetének félelmetes védelmi rendszere ellen vetették be a lángszórókat 1943 novemberében. Az M3 Stuart könnyűharckocsikra szerelve első ízben a Mariana-szigeteknél használták őket és SATAN lángszórós tankoknak nevezték őket. Bár hatékonyak voltak, nem volt meg a kellő páncélzatuk ahhoz, hogy erődítmények ellen vethessék be őket és ezért inkább az erősebb páncélzatú M4 Sherman tankokkal váltották fel őket. A tengerészgyalogság korábban LVT-4 AMTRAC-okra szerelt nagy haditengerészeti lángszórókat vetett be Peleliunál. A háború későbbi részében mindkét fegyvernem használt LVT-4 és LVT-5 kétéltű lángszórós tankokat korlátozott mennyiségben. Mind a hadsereg, mind a tengerészgyalogság bevetette a gyalogosok által hordozható lángszórókat, bár érkeztek be a Ronson-rendszerű lángszórófegyverzettel ellátott Sherman harckocsikból is.
Azokban az esetekben, ahol a japánok mély barlangokba fészkelték be magukat, a lángok gyakran felemésztették az oxigént és ez megfullasztotta a bentlévőket. A háború után megkérdezett japán katonák közül sokan úgy nyilatkoztak, hogy a lángszórók jobban megrémisztették őket, mint bármely más amerikai fegyver, és ezek kezelőit vették gyakran elsőként célba. A japánok sokszor inkább választották a tűzhalált, mint hogy megadják magukat.

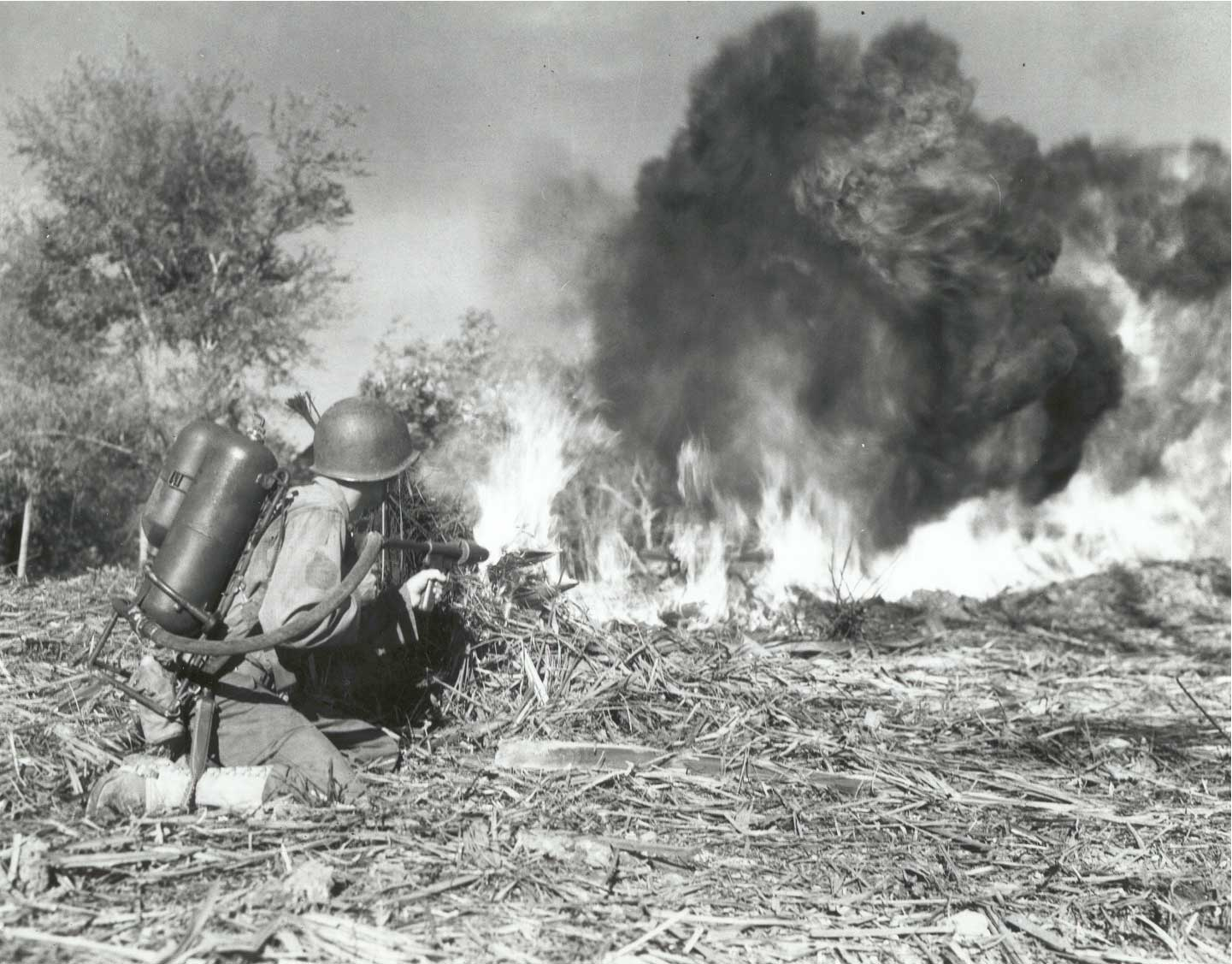
A 33. gyaloghadosztály egyik katonája egy M2-es lángszóróval
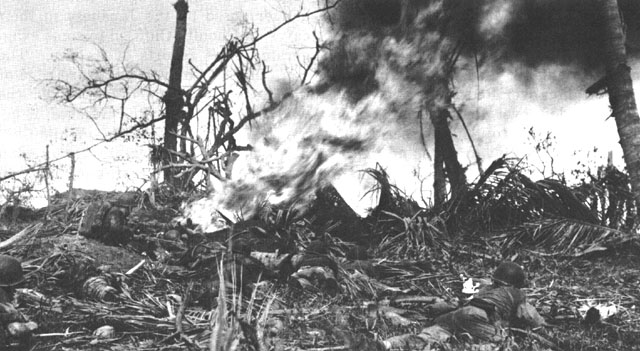
Amerikai tengerészgyalogosok lángszóróval támadnak egy japán hadállást Guam szigetén
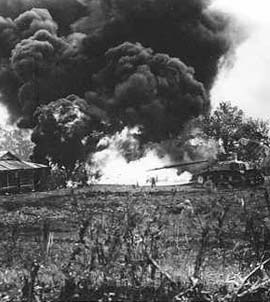
Az amerikai 2. tengerészgyalogos harckocsi zászlóalj (Satan) egy japán géppuskabunkert gyújt lángra Saipan szigetén
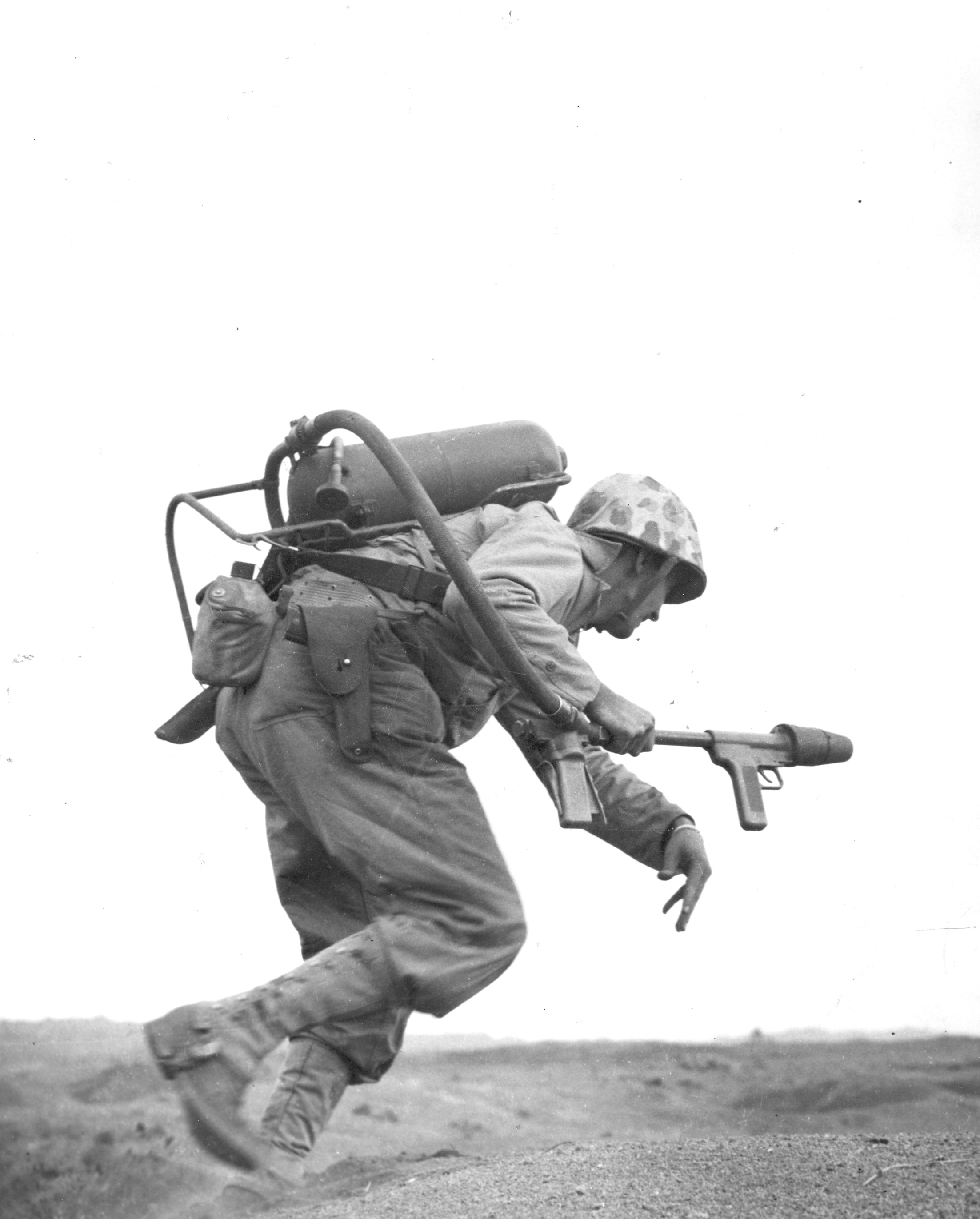
Egy amerikai lángszórós katona fut ellenséges tűz közepette
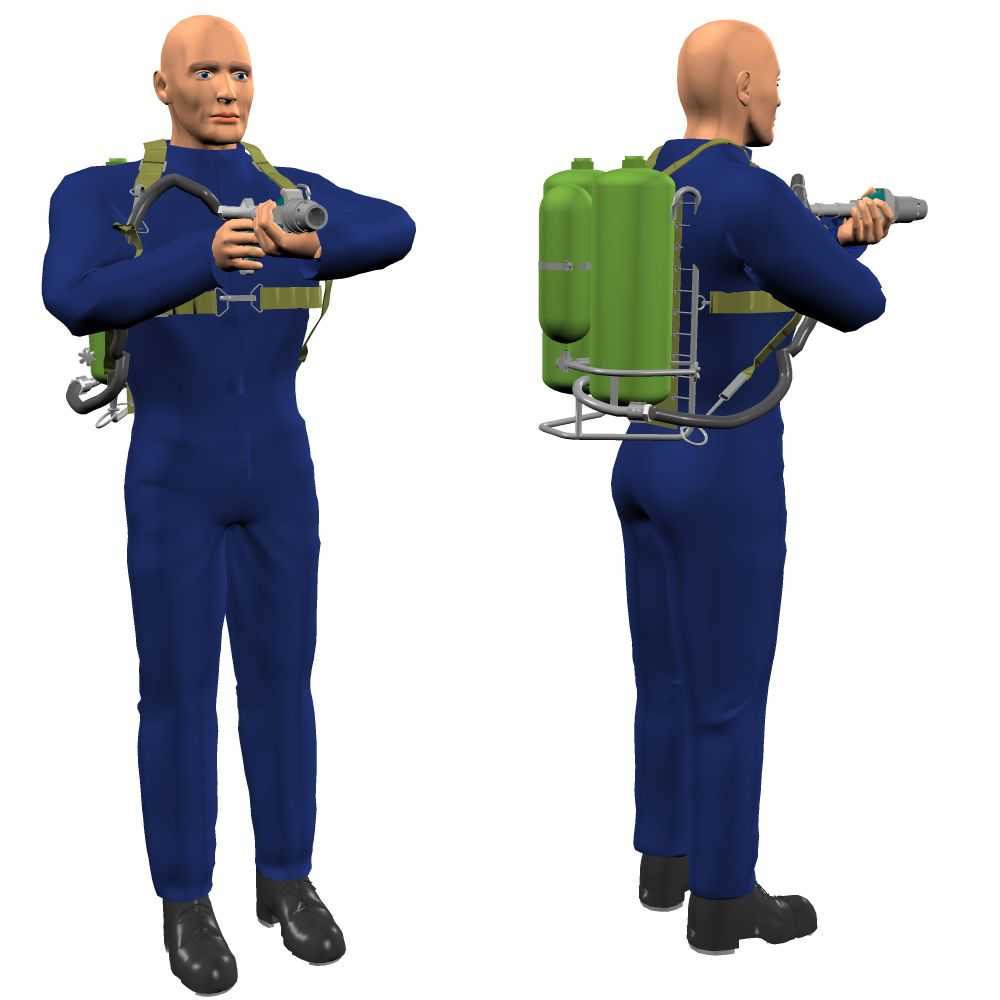
Az amerikai hadsereg M2A1-7 típusú lángszóróját és kezelőjét szemléltető rajz

##### Szovjetunió

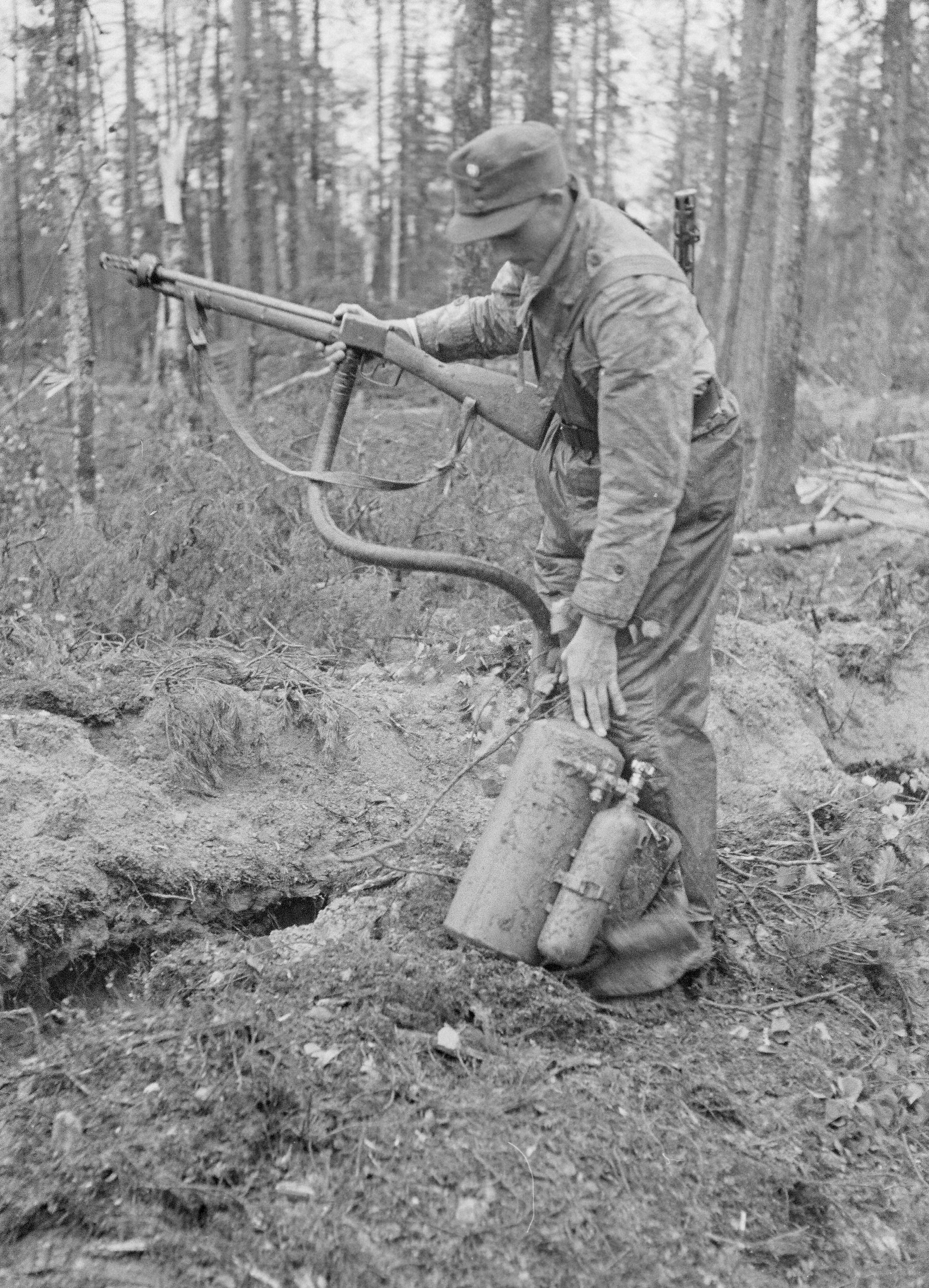
Egy finn katona zsákmányolt szovjet gyártmányú ROKS-3 lángszóróval 1943 júniusában

A szovjet FOG-1 és FOG-2 lángszórók rögzített fegyverek voltak és a védelemben használták őket. Gyújtóaknaként is lehet őket kategorizálni. A FOG-nak csak egy tartálya volt az olaj tárolására, amit egy robbanótöltet segítségével nyomtak össze és lövelltek ki így a fegyver csövén. A FOG-1-et a németek lemásolták és Abwehrflammenwerfer 42 néven rendszeresítették.
A második világháború többi résztvevőjével ellentétben a szovjetek igyekeztek álcázni a gyalogsági lángszóróikat. A ROKS-2 esetében a fegyver csövét egy átlagos gyalogsági puskáéhoz hasonlóra alakították ki, pl. egy Mosin-Nagantéra emlékeztető alakúra, az olajtartály pedig egy hagyományos katonai hátizsák formájával bírt. Ezzel igyekeztek elérni azt, hogy a lángszórós katona ne váljon egyből kivehetővé és ne vonja egyből magára az ellenséges tüzet.

### 1945 után

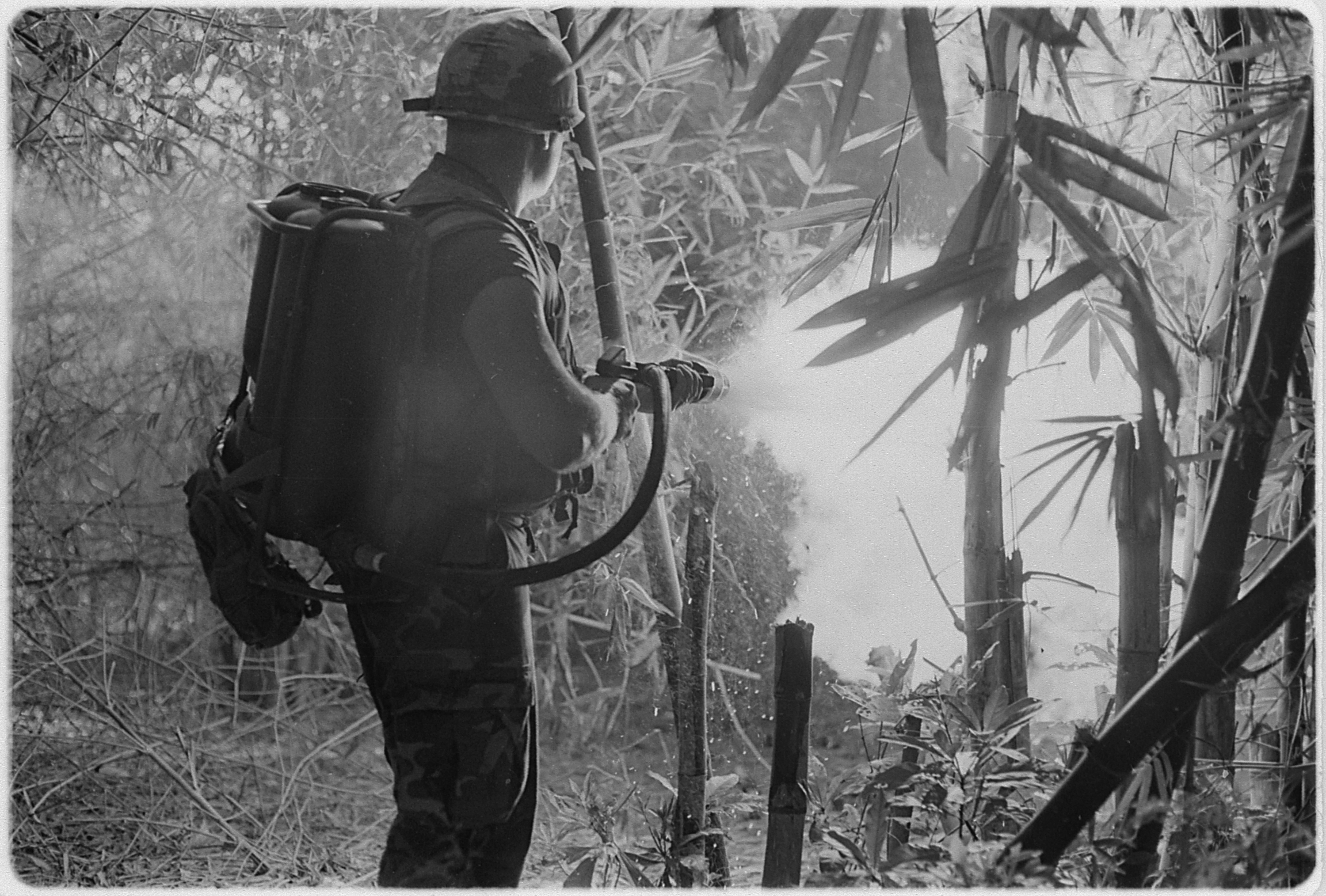
Egy amerikai katona lángszóró használata közben a vietnámi háborúban

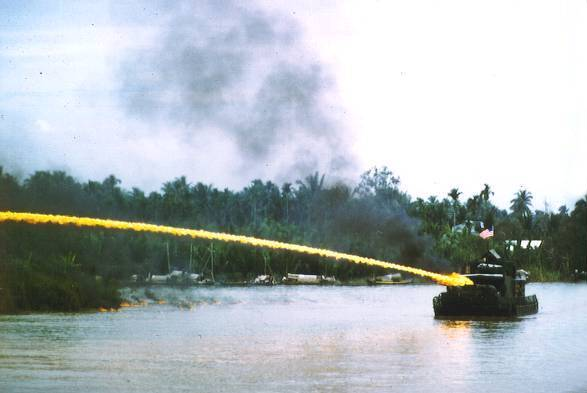
Az USA folyami flottillájának egyik csónakja lángoló napalmot lövell ki a lángszórójával a vietnámi háborúban

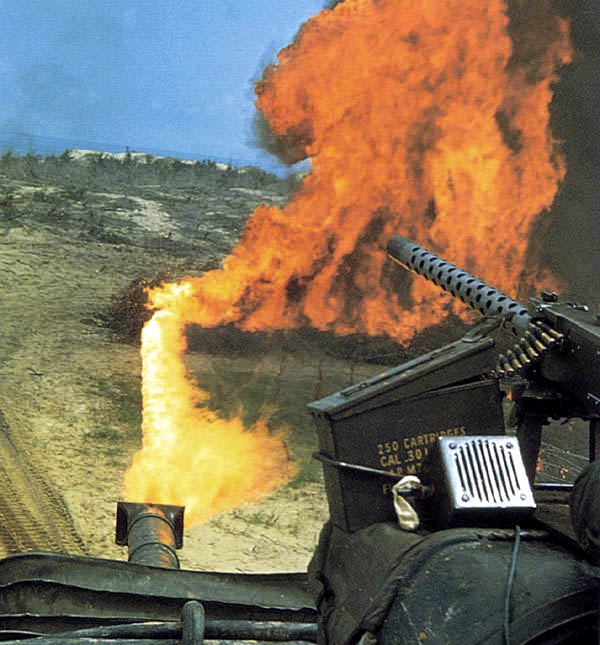
A tengerészgyalogság egyik M67 "Zippo" tankja a vietnámi háborúban

Az Egyesült Államok tengerészgyalogsága használt lángszórókat a koreai és a vietnámi háborúban. Az M113 lövészpáncélos lángszórós változatát, az M132-t sikeresen használták a konfliktusokban.
Az USA arzenáljából 1978 óta hiányoznak a lángszórók, mivel a védelmi minisztérium egyoldalúan lemondott a használatukról. Az utolsó amerikai gyalogsági lángszóró az M9-7 jelzésű volt, amit még Vietnámban használtak. A modern hadviselésben már kétségessé vált a hatékonyságuk. Egyes állításokkal szemben nincs betiltva általánosan a használatuk, de mint gyújtófegyverek az ENSz „Egyes konvencionális fegyverekre vonatkozó konvenciójának” (Convention on Certain Conventional Weapons) III. protokollja korlátozza a használatukat.
Az USA által kifejlesztett lángszórók utolsó típusa az M9-es modell volt. Ennek a meghajtógázt tartalmazó tartálya a bal oldali olajtartály alatt volt elhelyezve egy gömb alakú edényben. A nem lángszóró-típusú gyújtófegyverek továbbra is a megmaradnak a modern katonai arzenálokban. Termobárikus fegyvereket vetett be az Egyesült Államok Afganisztánban illetve Oroszország Ukrajnában 2022-ben. Az USA és a Szovjetunió is kifejlesztett rakétarendszereket gyújtóbombák célba juttatására, az M202 FLASH-t és a RPO Rys-t, ami az RPO-A Shmel továbbfejlesztett változata.
Az észak-írországi konfliktus vége felé az 1980-as években az Ír Köztársasági Hadsereg (IRA) több szovjet LPO-50 típusú katonai lángszórót csempészett be a líbiai kormányzat közreműködésével. Az egyik lángszórót be is vetették 1989. december 13-án a Rosslea melletti Derryardban lévő brit katonai ellenőrzőpont elleni támadás során. Egy másik IRA egység egy éven belül két támadást is végrehajtott két improvizált, traktorral vontatott lángszóró bevetésével az 1990-es évek elején egy brit katonai őrtorony ellen Crossmaglenben. Az első incidensre 1992. december 12-én került sor, mikor a bunkerben a Scots Guard egység katonái láttak el szolgálatot, a másodikra 1993. november 12-én. Az eszközt egy trágyaszóróból alakították ki, mely az olaj adagolását végezte és a működése megkezdése után pár másodperccel egy kisebb robbantással lobbantották lángra a kilövellt olajat. Az 1993-ban végrehajtott akció alkalmával egy kilenc méter magas tűzgömb borította be a tornyot hét percen át. A bent lévő négy katonát egy Saxon páncélautó segítségével menekítették ki.

## Személyes birtokolhatóságuk (egyes angolszász országokban)
Az Egyesült Államokban a lángszóró privát birtoklását szövetségi törvények nem korlátozzák, mivel munkaeszköznek számít, nem pedig lőfegyvernek. A birtoklásukat 48 állam engedélyezi, míg Kalifornia és Maryland tiltja.
Az Egyesült Királyságban a lángszórók „tiltott fegyvernek” számítanak az 1968-as fegyverbirtoklási törvény 5(1)(b) pontja és a 2004-es észak-írországi fegyverbirtoklási rendelet 45(1)(f) pontja a birtoklása esetére 10 évig terjedő szabadságvesztést helyez kilátásba büntetésként. 1994-ben Belfast mellett egy férfi a Sullivan Upper School diákjait támadta meg egy otthon összetákolt lángszóróval.
Egy dél-afrikai ember „Blaster” névvel hozott forgalomba egy autóra szerelhető lángszórót 1998-ban gépjárműrablók elleni védelmi eszközként. Azóta ennek használatával már felhagytak, az illető pedig zsebben hordozható önvédelmi lángszórók fejlesztésére állt át.
Elon Musk, a Tesla vezérigazgatója és a SpaceX tulajdonosa egy „nem lángszóró” (not a flamethower) megnevezésű eszközt dobott a piacra a The Boring Company nevű cégével és 20000 darabot adott el belőle. Ez az eszköz propángázt használ folyadék helyett, így inkább hasonlít egy olyan fáklyához, mint amilyen a háztartási és kertészeti boltokban is megtalálható.

## Egyéb használati területei
A lángszórókat időnként használják a területgazdálkodásban és a mezőgazdaságban ellenőrzött tüzek gyújtásához. Például a cukornád feldolgozásakor, mikor a nádasban felperzselik a kombájnokat eltömítő elhalt, száraz leveleket és emellett elpusztítják az esetleg itt megbúvó mérges kígyókat is. Gyakrabban használják a driptorchot vagy bengáli tüzet.
A San Francisco Flier egyik 1998 decemberi száma szerint az amerikai hadsereg többek között állítólag használt lángszórókat is Washington utcáin, hogy a John F. Kennedy elnök beiktatása előtt esett meglepően nagy mennyiségű hótól megszabaduljanak. Egy háton rögzített lángszórókkal felszerelt csapatnak jelentős szerep jutott a 2012-es paralimpiai játékok záróünnepségén. Mindegyiknek egy nagy tartálya volt és 3,7 m hosszú lángnyelvet tudtak kilövellni.
2014 áprilisában a dél-koreai Chosun Ilbo újság megerősítés nélkül azt közölte, hogy Észak-Koreában egy kormányzati tisztviselőt, O Sang-Hont, a közbiztonságért felelős miniszterhelyettest lángszóróval végezték ki.
A svájci rendőrség lángszórókat alakított át, hogy vízben oldott könnygázzal töltve azok tömegoszlatásra legyenek alkalmasak (Umgebauter Flammenwerfer 40).

## Lásd még
- Molotov-koktél

## Fordítás
- Ez a szócikk részben vagy egészben  a   Flamethrower című angol Wikipédia-szócikk ezen változatának fordításán alapul.  Az eredeti cikk szerkesztőit annak laptörténete sorolja fel. Ez a jelzés csupán a megfogalmazás eredetét és a szerzői jogokat jelzi, nem szolgál a cikkben szereplő információk forrásmegjelöléseként.
- Ez a szócikk részben vagy egészben  a   Flammenwerfer című német Wikipédia-szócikk ezen változatának fordításán alapul.  Az eredeti cikk szerkesztőit annak laptörténete sorolja fel. Ez a jelzés csupán a megfogalmazás eredetét és a szerzői jogokat jelzi, nem szolgál a cikkben szereplő információk forrásmegjelöléseként.

## Linkek
- First World War.com: Weapons of War: Flamethrowers
- Weapons of the World War II gyrene: Flamethrowers
- Howstuffworks "How Flamethrowers Work"
- Jaeger Platoon: Portable flame-throwers
- A history of flamethrowers
- Image of flamethrower in use
- Images, including a tank-mounted flamethrower's nozzle
- The Pen Huo Qi
- History and images of Australian flamethrowers
- WWII German army flamethrowers
- Modern Russian Flamethrowers, page in Russian
- USA-type flamethrower in use
- M42B1 Flamethrower Sherman Tank at U.S. Veterans Memorial Museum